# أستراليا في الألعاب البارالمبية الصيفية 2016
نافست أستراليا في دورة الألعاب البارالمبية الصيفية 2016 في ريو دي جانيرو، البرازيل، من 7 إلى 18 سبتمبر 2016. وكررت أستراليا إنجازها في دورة الألعاب البارالمبية الصيفية 2012 بحصولها على المركز الخامس في إجمالي الميداليات.
الإنجازات البارزة في الألعاب:
- أصبحت جيسيكا غالاغير أول رياضية بارالمبية أسترالية تفوز بميداليات في كل من الألعاب البارالمبية الصيفية والألعاب البارالمبية الشتوية من خلال الفوز بالميدالية البرونزية في سباق الدراجات.[1]
- أنهى كورت فيرنلي مسيرته البارالمبية بثلاث عشرة ميدالية، منها فضية وبرونزية في ريو. وحقق ميداليته الفضية في ماراثون الرجال T52-54، ما يعني أنه فاز بميداليات في هذا السباق في أربع دورات بارالمبية متتالية (2004-2016).[2]
- انضمت إيلي كول إلى قائمة أبرز الرياضيين الأستراليين الحائزين على ميداليات في الألعاب البارالمبية بفوزها بست ميداليات: ذهبيتان، وثلاث فضيات، وبرونزية واحدة. وبلغ مجموع ميدالياتها في نهاية ريو ست ذهبيات، وأربع فضيات، وبرونزية.
- فاز كيران مودرا بالميدالية البرونزية في رياضة الدراجات الهوائية، وهذا يعني أنه حصل على ست ميداليات في دورة الألعاب البارالمبية.[3]
- فاز صامويل فون إينم بأول ميدالية لأستراليا في كرة الطاولة منذ فوز تيري بيجز بالميدالية الذهبية في عام 1984.[4]
- فاز جوناثان ميلن بالميدالية الأولى لأستراليا في الرماية منذ عام 1968.[4]
- أصبح كيرتس ماكجراث وكيتي كيلي أول من يحصلان على الميدالية الذهبية في الكانو و على التوالي.[4]
- أصبح ديلان ألكوت خامس رياضي بارالمبي أسترالي يفوز بميداليتين ذهبيتين في رياضتين، بفوزه بميداليتين ذهبيتين في تنس الكراسي المتحركة. سبق له الفوز بميدالية ذهبية في كرة السلة على الكراسي المتحركة.[5]
- وكان الرياضيون والفرق التي فازت بحدثها مرة أخرى في ريو هم: إيلي كول (السباحة)، بريندن هول (السباحة)، ديفيد نيكولاس (ركوب الدراجات)، كارول كوك (ركوب الدراجات)، دانيال فيتزجيبون / ليزل تيش (الإبحار) وفريق الرجبي على الكراسي المتحركة.

## الإدارة

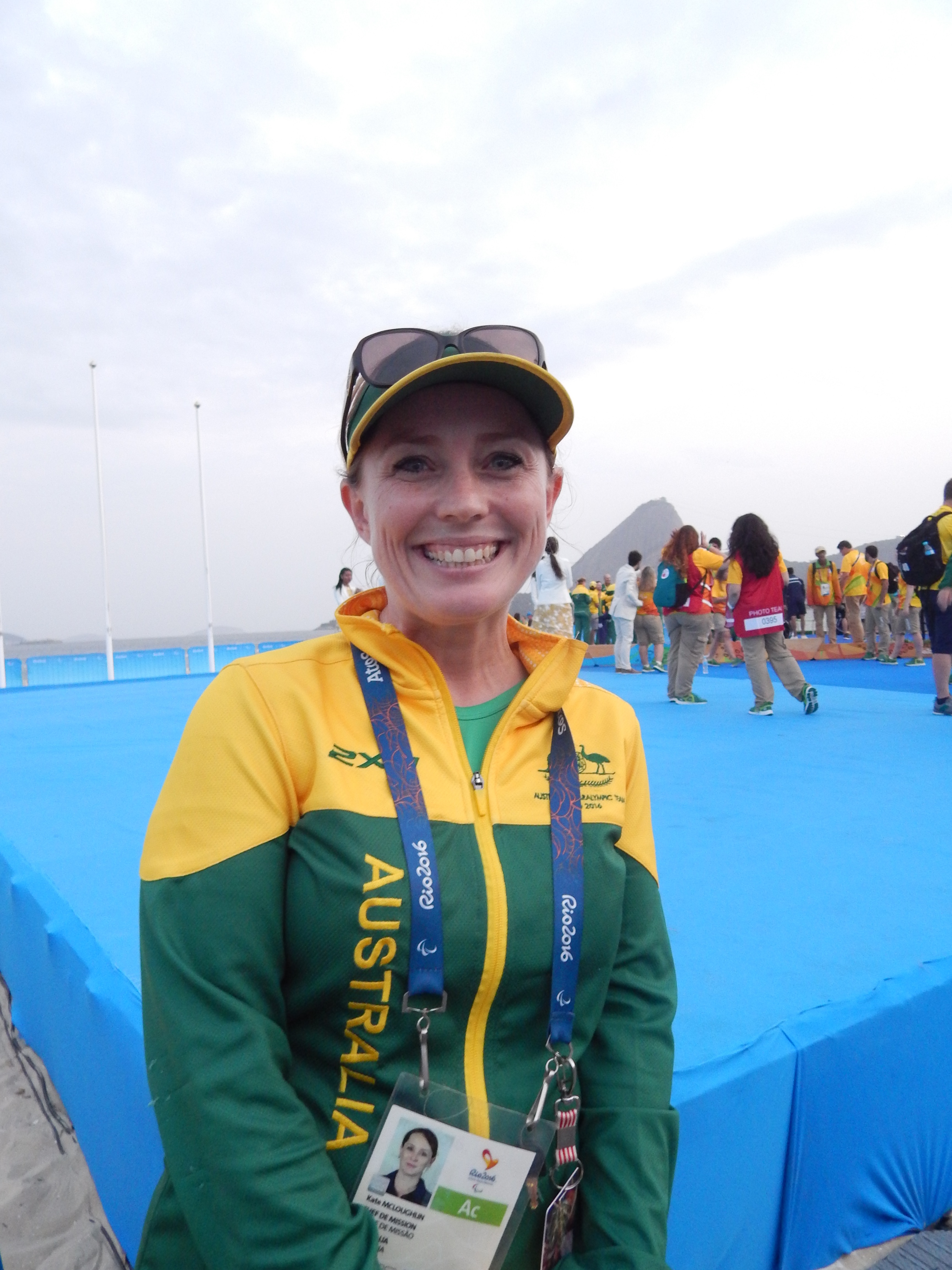
كيت ماكلولين، رئيسة البعثة الأسترالية في دورة الألعاب البارالمبية الصيفية 2016، في فعالية الإبحار في ريو دي جانيرو

في مايو 2015، أعلنت اللجنة البارالمبية الأسترالية (APC) عن كيت ماكلولين كرئيسة للبعثة. وقد حلت محل جيسون هيلويج، الرئيس التنفيذي السابق للجنة البارالمبية الأسترالية، الذي تنحى عن المنصب. وعينت اللجنة البارالمبية الأسترالية كيرت فيرنلي ودانييلا دي تورو كقائدين للفريق. كانت دورة ألعاب أثينا 2004 هي آخر مرة كان فيها للفريق قادة. تم الإعلان عن لاعب كرة السلة على الكراسي المتحركة براد نيس كحامل علم حفل الافتتاح في حفل أقيم في القرية البارالمبية في 5 سبتمبر 2016. حمل كورتيس ماكجراث الذي فقد ساقيه في حرب أفغانستان وفاز بأول ميدالية ذهبية لأستراليا في الباراكانو في الألعاب العلم الأسترالي في حفل الختام.

## جمع التبرعات
صرحت لجنة البارالمبية الأسترالية (APC) بأنها بحاجة إلى جمع 7 ملايين دولار لتمويل حملتها في ريو 2016. يأتي معظم تمويل لجنة البارالمبية الأسترالية لإرسال الفرق الأسترالية إلى الأحداث الكبرى من جمع التبرعات. في يناير 2016، أطلقت المؤسسة البارالمبية الأسترالية لإدارة جمع التبرعات. قدمت شركة كادبوري أول تبرع كبير بقيمة مليون دولار. في فترة السنوات الأربع التي سبقت ريو، قدمت لجنة الرياضة الأسترالية (ASC) 62 مليون دولار كتمويل. في حفل إطلاق الفريق، صرح رئيس وزراء أستراليا مالكولم تورنبول أن الحكومة الأسترالية قدمت ما يقرب من 65 مليون دولار من التمويل المباشر لدعم 167 رياضيًا من ذوي الإعاقة في الفترة التي سبقت ريو." للمساعدة في جمع التبرعات، نظم شريك البث Seven Network ماراثونًا في 5 مارس 2016.

## الإطلاق الرسمي للفريق
أقيم حفل الإطلاق الرسمي للفريق البارالمبي الأسترالي في سيدني في 20 يونيو 2016. وكان من بين كبار الشخصيات الحاضرين رئيس وزراء أستراليا مالكولم تورنبول ووزيرة الرياضة الفيدرالية سوزان لي ووزير الرياضة في حكومة الظل جيم تشالمرز ووزير الرياضة والتجارة والسياحة والأحداث الكبرى في نيو ساوث ويلز ستيوارت آيرز. أقيم حفل الإطلاق خلال الانتخابات الفيدرالية الأسترالية لعام 2016. وكان هناك أكثر من 30 من المرشحين لريو وممثلين عن كل فريق بارالمبي أسترالي منذ عام 1960 من بين الحضور. صرح جلين تاسكر ‏، رئيس اللجنة البارالمبية الأسترالية، قائلاً: "نحن لا نسعى فقط إلى الحصول على الميداليات، بل نطمح إلى تشكيل مواقف وتصورات الإعاقة والبناء على الزخم الهائل والنمو الذي تشهده الحركة البارالمبية". قال رئيس الوزراء تورنبول: "أود أن أحيي إنجازات جميع رياضيينا البارالمبيين السابقين والحاليين. أتمنى لكم كل التوفيق في طريقكم إلى ريو. أنتم تقدمون خدمة جليلة لأمتنا. نحن معكم، ندعمكم حتى النهاية، وندعمكم حتى النهاية، حتى الوصول إلى ريو."

## الحائزون على الميداليات
فاز المتنافسون الأستراليون التاليون بالميداليات في الألعاب.
| الميدالية | الاسم | الرياضة                     | الحدث                                | التاريخ   |
| --------- | --- | --------------------------- | ------------------------------------ | --------- |
| ذهبية     | ليكيشا باترسون | السباحة                     | 400 متر حرة سيدات S8                 | 8 سبتمبر  |
| ذهبية     | ماديسون إليوت | السباحة                     | 100 متر حرة سيدات S8                 | 11 سبتمبر |
| ذهبية     | ماديسون إليوت | السباحة                     | 50 متر حرة سيدات S8                  | 16 سبتمبر |
| ذهبية     | إيلي كول | السباحة                     | 100 متر ظهر سيدات S9                 | 16 سبتمبر |
| ذهبية     | ديفيد نيكولاس | الدراجات                    | المطاردة الفردية رجال C3             | 9 سبتمبر  |
| ذهبية     | بريندن هول | السباحة                     | 400 متر حرة رجال S9                  | 9 سبتمبر  |
| ذهبية     | رايتشل واتسون | السباحة                     | 50 متر حرة سيدات S4                  | 17 سبتمبر |
| ذهبية     | كاتي كيلي | الترياتلون                  | فئة PT5 سيدات                        | 11 سبتمبر |
| ذهبية     | برايدن ديفيدسون | ألعاب القوى                 | الوثب الطويل رجال T36                | 12 سبتمبر |
| ذهبية     | سكوت ريردون | ألعاب القوى                 | 100 متر رجال T42                     | 15 سبتمبر |
| ذهبية     | جيمس تورنر | ألعاب القوى                 | 800 متر رجال T36                     | 17 سبتمبر |
| ذهبية     | تيموثي ديسكن | السباحة                     | 100 متر حرة رجال S9                  | 12 سبتمبر |
| ذهبية     | ديلان ألكوت جوستين ديفيدسون | تنس الكراسي المتحركة        | الزوجي الرباعي رجال                  | 13 سبتمبر |
| ذهبية     | ديلان ألكوت | تنس الكراسي المتحركة        | الفردي الرباعي رجال                  | 14 سبتمبر |
| ذهبية     | كارول كوك | الدراجات                    | سباق ضد الزمن سيدات T1-2             | 14 سبتمبر |
| ذهبية     | كيرتس مكغراث | الكانوي البارالمبي          | رجال KL2                             | 15 سبتمبر |
| ذهبية     | تيفاني توماس كين | السباحة                     | 100 متر صدر سيدات SM6                | 15 سبتمبر |
| ذهبية     | إيلي كول، ماديسون إليوت، ليكيشا باترسون، أشلي ماكونيل                                                                                        | السباحة                     | تتابع 4×100 متر حرة سيدات 34 نقطة    | 15 سبتمبر |
| ذهبية     | كارول كوك | الدراجات                    | سباق الطريق سيدات T1-2               | 16 سبتمبر |
| ذهبية     | دانيال فيتزغيبون، ليزل تيش | الإبحار                     | SKUD 18 – قارب لشخصين                | 17 سبتمبر |
| ذهبية     | راسل بودن، جوناثان هاريس، كولن هاريسون | الإبحار                     | Sonar – قارب لثلاثة أشخاص            | 17 سبتمبر |
| ذهبية     | رايلي بات، كريس بوند، كاميرون كار، أندرو إدموندسون، ناظم إردم، بن فوسيت، أندرو هاريسون، جوش هوز، جيسون ليس، مات لويس، رايان سكوت، جايدن وارن | الرجبي على الكراسي المتحركة | الرجبي على الكراسي المتحركة          | 18 سبتمبر |
| فضية      | ديون كينزي | ألعاب القوى                 | 1500 متر رجال T38                    | 10 سبتمبر |
| فضية      | تايلور دويل | ألعاب القوى                 | الوثب الطويل سيدات T38               | 11 سبتمبر |
| فضية      | إيفان أوهانلون | ألعاب القوى                 | 100 متر رجال T38                     | 13 سبتمبر |
| فضية      | إيزيس هولت | ألعاب القوى                 | 100 متر سيدات T35                    | 14 سبتمبر |
| فضية      | إيزيس هولت | ألعاب القوى                 | 200 متر سيدات T35                    | 17 سبتمبر |
| فضية      | ماديسون دي روزاريو | ألعاب القوى                 | 800 متر سيدات T53                    | 17 سبتمبر |
| فضية      | سوزان باول | الدراجات                    | المطاردة الفردية سيدات C4            | 8 سبتمبر  |
| فضية      | أماندا ريد | الدراجات                    | 500 متر ضد الزمن سيدات C1-3          | 10 سبتمبر |
| فضية      | كايل بريدجوود | الدراجات                    | المطاردة الفردية رجال C4             | 10 سبتمبر |
| فضية      | كايل بريدجوود | الدراجات                    | سباق ضد الزمن رجال C4                | 14 سبتمبر |
| فضية      | أليستير دونوهو | الدراجات                    | المطاردة الفردية رجال C5             | 10 سبتمبر |
| فضية      | أليستير دونوهو | ركوب الدراجات               | سباق ضد الزمن على الطريق رجال فئة C5 | 14 سبتمبر |
| فضية      | ستيوارت تريب | ركوب الدراجات               | سباق ضد الزمن على الطريق رجال فئة H5 | 14 سبتمبر |
| فضية      | إيلي كول | السباحة                     | 400 متر سباحة حرة سيدات فئة S9       | 9 سبتمبر  |
| فضية      | تيموثي ديسكن | السباحة                     | 50 متر سباحة حرة رجال فئة S9         | 13 سبتمبر |
| فضية      | ليكيشا باترسون | السباحة                     | 100 متر سباحة حرة سيدات فئة S8       | 11 سبتمبر |
| فضية      | ليكيشا باترسون | السباحة                     | 50 متر سباحة حرة سيدات فئة S8        | 16 سبتمبر |
| فضية      | مونيك مورفي | السباحة                     | 400 متر سباحة حرة سيدات فئة S10      | 15 سبتمبر |
| فضية      | بليك كوكران | السباحة                     | 100 متر سباحة صدر رجال فئة SB7       | 10 سبتمبر |
| فضية      | إيلي كول | السباحة                     | 50 متر سباحة حرة سيدات فئة S9        | 13 سبتمبر |
| فضية      | ماديسون إليوت | السباحة                     | 100 متر سباحة ظهر سيدات فئة S8       | 13 سبتمبر |
| فضية      | إيريك هوري | التجديف                     | الفردي رجال - فئة ASM1x              | 11 سبتمبر |
| برونزية   | جودي إلكينغتون-جونز | ألعاب القوى                 | الوثب الطويل للسيدات - T37           | 14 سبتمبر |
| برونزية   | إيلا باردي، إيزيس هولت، جودي إلكينغتون-جونز، إيرين كليفر                                                                                     | ألعاب القوى                 | تتابع 4×100م - T35-38                | 15 سبتمبر |
| برونزية   | ريد ماكرَاكن | ألعاب القوى                 | 800م رجال - T34                      | 14 سبتمبر |
| برونزية   | جيسيكا غالاغير ماديسون جانسين (قائدة) | الدراجات                    | 500م ضد الساعة سيدات - B             | 9 سبتمبر  |
| برونزية   | سوزان باول | الدراجات                    | ضد الساعة على الطريق سيدات C4        | 14 سبتمبر |
| برونزية   | كيران مودرا ديفيد إدواردز (قائد) | الدراجات                    | ضد الساعة على الطريق رجال B          | 14 سبتمبر |
| برونزية   | تيفاني توماس كين | السباحة                     | 50م فراشة سيدات S6                   | 9 سبتمبر  |
| برونزية   | تيفاني توماس كين | السباحة                     | 50م حرة سيدات S6                     | 10 سبتمبر |
| برونزية   | تيفاني توماس كين | السباحة                     | 200م فردي متنوع سيدات SM6            | 12 سبتمبر |
| برونزية   | دانيال فوكس | السباحة                     | 200م حرة رجال S14                    | 11 سبتمبر |
| برونزية   | تيموثي ديسكن | السباحة                     | 200م فردي متنوع رجال SM9             | 11 سبتمبر |
| برونزية   | كورت فيرنلي | ألعاب القوى                 | 5000م رجال - T53/54                  | 11 سبتمبر |
| برونزية   | إيلي كول | السباحة                     | 100م حرة سيدات S9                    | 12 سبتمبر |
| برونزية   | مات لافي | السباحة                     | 200م فردي متنوع رجال SM7             | 13 سبتمبر |
| برونزية   | بريندن هول | السباحة                     | 100 متر ظهر رجال S9                  | 16 سبتمبر |
| برونزية   | سوزان سيبل | الكانوي البارالمبي          | سيدات KL2                            | 15 سبتمبر |
| برونزية   | مايكل روجر | ألعاب القوى                 | 1500م رجال - T46                     | 16 سبتمبر |
| برونزية   | آرون تشاتمان | ألعاب القوى                 | القفز العالي رجال - T45-47           | 16 سبتمبر |
| برونزية   | ليكيشا باترسون | السباحة                     | 200م فردي متنوع سيدات SM8            | 17 سبتمبر |
| برونزية   | كاتيا ديديكيند | السباحة                     | 100م ظهر سيدات S13                   | 17 سبتمبر |
| برونزية   | كاث براودفوت | ألعاب القوى                 | دفع الجلة سيدات F36                  | 17 سبتمبر |
| برونزية   | لويز إليري | ألعاب القوى                 | دفع الجلة سيدات F32                  | 17 سبتمبر |

| الرياضة                     | الأول | الثاني | الثالث |    |
| الرماية                     | 0     | 0      | 1      | 1  |
| ألعاب القوى                 | 3     | 9      | 14     | 26 |
| الدراجات                    | 3     | 7      | 3      | 13 |
| التجديف                     | 0     | 1      | 0      | 1  |
| الكانوي-كاياك               | 1     | 1      | 1      | 3  |
| الإبحار                     | 2     | 1      | 0      | 3  |
| السباحة                     | 9     | 10     | 10     | 29 |
| تنس الطاولة                 | 0     | 1      | 0      | 1  |
| الثلاثي                     | 1     | 0      | 0      | 1  |
| الرجبي على الكراسي المتحركة | 1     | 0      | 0      | 1  |
| تنس الكراسي المتحركة        | 2     | 0      | 0      | 2  |
| الإجمالي                    | 22    | 30     | 29     | 81 |

| الميداليات حسب التاريخ | الميداليات حسب التاريخ | الميداليات حسب التاريخ | الميداليات حسب التاريخ | الميداليات حسب التاريخ | الميداليات حسب التاريخ |
| ---------------------- | ---------------------- | ---------------------- | ---------------------- | ---------------------- | ---------------------- |
| التاريخ                | الأول                  | الثاني                 | الثالث                 | الإجمالي               |                        |
| 8 سبتمبر               | 1                      | 1                      | 2                      | 4                      |                        |
| 9 سبتمبر               | 2                      | 1                      | 4                      | 7                      |                        |
| 10 سبتمبر              | 0                      | 5                      | 2                      | 7                      |                        |
| 11 سبتمبر              | 2                      | 3                      | 4                      | 9                      |                        |
| 12 سبتمبر              | 2                      | 3                      | 2                      | 7                      |                        |
| 13 سبتمبر              | 1                      | 4                      | 1                      | 6                      |                        |
| 14 سبتمبر              | 2                      | 4                      | 5                      | 11                     |                        |
| 15 سبتمبر              | 4                      | 3                      | 2                      | 9                      |                        |
| 16 سبتمبر              | 3                      | 2                      | 3                      | 8                      |                        |
| 17 سبتمبر              | 4                      | 3                      | 4                      | 11                     |                        |
| 18 سبتمبر              | 1                      | 1                      | 0                      | 2                      |                        |
| الإجمالي               | 22                     | 30                     | 29                     | 81                     |                        |

| الميداليات حسب الجنس | الميداليات حسب الجنس | الميداليات حسب الجنس | الميداليات حسب الجنس | الميداليات حسب الجنس |
| -------------------- | -------------------- | -------------------- | -------------------- | -------------------- |
| الجنس                | الأول                | الثاني               | الثالث               | الإجمالي             |
| ذكور                 | 13                   | 14                   | 13                   | 37                   |
| إناث                 | 9                    | 24                   | 16                   | 39                   |
| مختلط                | 1                    | 0                    | 0                    | 1                    |
| الإجمالي             | 22                   | 30                   | 29                   | 81                   |

### الحائزون على الميداليات المتعددة
فاز الرياضيون الأستراليون التاليون بالعديد من الميداليات في دورة الألعاب البارالمبية 2016:
| الاسم              | الميدالية                | الرياضة              | الحدث                               |
| ------------------ | ------------------------ | -------------------- | ----------------------------------- |
| ديلان ألكوت        | ذهبية                    | تنس الكراسي المتحركة | زوجي رباعي رجال                     |
| ديلان ألكوت        | ذهبية                    | تنس الكراسي المتحركة | فردي رباعي رجال                     |
| أنجيلا بالارد      | فضية                     | الميدان              | تتابع سيدات 4×400 متر - T53-54      |
| أنجيلا بالارد      | برونزية                  | الميدان              | سباق 100 متر سيدات T53              |
| أنجيلا بالارد      | برونزية                  | الميدان              | سباق 400 متر سيدات T53              |
| كايل بريدجوود      | فضية                     | الدراجات             | سباق فردي رجال C4                   |
| كايل بريدجوود      | فضية                     | الدراجات             | سباق فردي ضد الساعة رجال C4         |
| إيلي كول           | ذهبية                    | السباحة              | تتابع سيدات 4×100 متر حرة 34 نقطة   |
| إيلي كول           | ذهبية                    | السباحة              | سباق 100 متر ظهر سيدات S9           |
| إيلي كول           | فضية                     | السباحة              | تتابع سيدات 4×100 متر متنوع 34 نقطة |
| إيلي كول           | فضية                     | السباحة              | سباق 400 متر حرة سيدات S9           |
| إيلي كول           | فضية                     | السباحة              | سباق 50 متر حرة سيدات S9            |
| إيلي كول           | برونزية                  | السباحة              | سباق 100 متر حرة سيدات S9           |
| كارول كووك         | ذهبية                    | الدراجات             | سباق طريق سيدات T1–2                |
| كارول كووك         | ذهبية                    | الدراجات             | سباق ضد الساعة سيدات T1-2           |
| ماديسون دي روزاريو | فضية                     | الميدان              | سباق 800 متر سيدات T53              |
| ماديسون دي روزاريو | فضية                     | الميدان              | تتابع سيدات 4×400 متر - T53-54      |
| أليستير دونوهو     | فضية                     | الدراجات             | سباق فردي رجال C5                   |
| أليستير دونوهو     | فضية                     | الدراجات             | سباق فردي ضد الساعة رجال C5         |
| تيموثي ديسكين      | ذهبية                    | السباحة              | سباق 100 متر حرة رجال S9            |
| تيموثي ديسكين      | فضية                     | السباحة              | سباق 50 متر حرة رجال S9             |
| تيموثي ديسكين      | برونزية                  | السباحة              | 200 متر رباعي رجال S9               |
| ماديسون إليوت      | ذهبية                    | السباحة              | تتابع سيدات 4×100 متر حرة 34 نقطة   |
| ماديسون إليوت      | ذهبية                    | السباحة              | سباق 50 متر حرة سيدات S8            |
| ماديسون إليوت      | ذهبية                    | السباحة              | سباق 100 متر حرة سيدات S8           |
| ماديسون إليوت      | فضية                     | السباحة              | سباق 100 متر ظهر سيدات S8           |
| ماديسون إليوت      | فضية                     | السباحة              | تتابع سيدات 4×100 متر متنوع 34 نقطة |
| كورت فيرنلي        | فضية                     | الميدان              | ماراثون رجال - T54                  |
| كورت فيرنلي        | برونزية                  | الميدان              | سباق 5000 متر رجال - T54            |
| برونزية            | سباق 5000 متر رجال - T54 |                      |                                     |
| بريندن هول         | ذهبية                    | السباحة              | سباق 400 متر حرة رجال S9            |
| بريندن هول         | فضية                     | السباحة              | سباق 100 متر حرة رجال S9            |
| بريندن هول         | برونزية                  | السباحة              | سباق 100 متر ظهر رجال S9            |
| إيزيس هولت         | فضية                     | الميدان              | سباق 100 متر سيدات - T35            |
| إيزيس هولت         | فضية                     | الميدان              | سباق 200 متر سيدات - T35            |
| إيزيس هولت         | برونزية                  | الميدان              | تتابع سيدات 4×100 متر - T35-38      |
| ريد مكرّكن          | فضية                     | الميدان              | سباق 100 متر رجال - T34             |
| ريد مكرّكن          | برونزية                  | الميدان              | سباق 800 متر رجال - T34             |
| ليكشا باترسون      | ذهبية                    | السباحة              | تتابع سيدات 4×100 متر حرة 34 نقطة   |
| ليكشا باترسون      | ذهبية                    | السباحة              | سباق 400 متر حرة سيدات S8           |
| ليكشا باترسون      | فضية                     | السباحة              | سباق 50 متر حرة سيدات S8            |
| ليكشا باترسون      | فضية                     | السباحة              | سباق 100 متر حرة سيدات S8           |
| ليكشا باترسون      | فضية                     | السباحة              | تتابع سيدات 4×100 متر متنوع 34 نقطة |
| ليكشا باترسون      | برونزية                  | السباحة              | سباق 200 متر رباعي فردي سيدات SM8   |
| سوزان باول         | فضية                     | الدراجات             | سباق فردي سيدات C4                  |
| سوزان باول         | برونزية                  | الدراجات             | سباق ضد الساعة سيدات C4             |
| تيفاني توماس كين   | ذهبية                    | السباحة              | سباق 100 متر صدر سيدات SM6          |
| تيفاني توماس كين   | برونزية                  | السباحة              | سباق 50 متر فراشة سيدات S6          |
| تيفاني توماس كين   | برونزية                  | السباحة              | سباق 50 متر حرة سيدات S6            |
| تيفاني توماس كين   | برونزية                  | السباحة              | سباق 200 متر رباعي فردي سيدات SM6   |

## الفريق
قائمة أعضاء الفريق اعتبارًا من 17 سبتمبر 2016.
في الأقسام المخصصة لكل تخصص أدناه، تظهر أسماء الفائزين بالميداليات بخط غامق.
* – يشير إلى أن الرياضي تنافس في التصفيات التمهيدية ولكن ليس في التتابع النهائي.
| الرياضة                        | الرجال | السيدات | المجموع | أول ظهور في الألعاب البارالمبية |
| ------------------------------ | ------ | ------- | ------- | ------------------------------- |
| النبالة ‏                       | 1      | 0       | 1       | 1                               |
| ألعاب القوى                    | 23     | 22      | 45      | 20                              |
| بوتشيا                         | 1      | 1       | 2       | 2                               |
| ركوب الدراجات                  | 8      | 7       | 15      | 6                               |
| الفروسية                       | 0      | 4       | 4       | 3                               |
| كرة الهدف                      | 0      | 6       | 6       | 1                               |
| الكانو                         | 3      | 3       | 6       | 6                               |
| الترياثلون                     | 3      | 4       | 7       | 6                               |
| التجديف ‏                       | 4      | 4       | 8       | 5                               |
| الإبحار                        | 5      | 1       | 6       | 0                               |
| الرماية                        | 4      | 2       | 6       | 2                               |
| السباحة                        | 21     | 15      | 36      | 22                              |
| كرة الطاولة                    | 2      | 3       | 5       | 3                               |
| كرة السلة على الكراسي المتحركة | 12     | 0       | 12      | 5                               |
| الرجبي على الكراسي المتحركة    | 12     | 0       | 12      | 4                               |
| كرة مضرب الكراسي المتحركة ‏     | 4      | 1       | 5       | 2                               |
| المجموع                        | 103    | 73      | 176     | 88                              |

حصلت أستراليا على أماكن تأهيل إضافية في رياضات كرة الهدف (ستة رياضيين)، وألعاب القوى (رياضيان)، وكرة الطاولة للكراسي المتحركة (رياضي واحد) بعد أن أوقفت اللجنة البارالمبية الدولية روسيا عن الألعاب. لم يحضر رياضيان من الفريق الأصلي المكون من 178 لاعبًا - إميلي تاب بسبب الإصابة وميخائيل غالاغير بسبب انتهاك المنشطات.
وقد قام العديد من أعضاء الفريق بتغيير رياضاتهم البارالمبية السابقة في هذه الألعاب: ديلان ألكوت (تنس الكراسي المتحركة)، وجيسيكا غالاغير (ركوب الدراجات)، ودانييلا دي تورو (كرة الطاولة)، وكلير ماكلين (الرياضات البارالمبية).

## النبالة
حصل جوناثان ميلن على مكان لأستراليا في دورة الألعاب الأولمبية في ريو بعد أدائه في بطولة العالم للرماية البارالمبية لعام 2015 وتم اختياره ليشارك لأول مرة في الفريق الأسترالي في 29 يوليو 2016.
| الرياضي      | الفعالية          | الجولة الترتيبية | الجولة الترتيبية | دور الـ32                              | دور الـ16                                 | ربع النهائي                         | نصف النهائي                                   | النهائي                            | النهائي |
| الرياضي      | الفعالية          | النقاط           | التصنيف          | نتيجة الخصم                            | نتيجة الخصم                               | نتيجة الخصم                         | نتيجة الخصم                                   | نتيجة الخصم                        | الترتيب |
| ------------ | ----------------- | ---------------- | ---------------- | -------------------------------------- | ----------------------------------------- | ----------------------------------- | --------------------------------------------- | ---------------------------------- | ------- |
| جوناثون ميلن | الفردي مركب مفتوح | 672              | 9                | مورتن يوهانسن (الدنمارك) · فاز 143-136 | جون ستوبس (بريطانيا العظمى) · فاز 137-129 | بولنت كوركماز (تركيا) · فاز 139-128 | أندريه شيلبي (الولايات المتحدة) · خسر 138-139 | شينليانغ آلو (الصين) · فاز 145-142 | الثالث  |

فاز ميلن بأول ميدالية لأستراليا في الرماية منذ عام 1984 بعد حصوله على الميدالية البرونزية.

## ألعاب القوى
أعلنت اللجنة البارالمبية الأسترالية عن فريق مكون من 44 رياضيًا في 2 أغسطس 2016. تمت إضافة رياضيين إضافيين - تامسين كولي ‏ وجيسي وايت ‏ بعد الإيقاف الروسي. تم اختيار إميلي تاب ‏ ولكنها اضطرت إلى الانسحاب بعد أن لم تلتئم ساقها المحروقة في الوقت المناسب للألعاب.
| الرجال | السيدات |
| --- | --- |
| سام كارتر (ظ)، آرون تشاتمان، جاريد كليفورد ‏ (ظ)، غابرييل كول، ريتشارد كولمان، برايدن ديفيدسون (ظ)، جاي هنلي ‏ (ظ)، تود هودجيتس ‏، نيكولاس هوم ‏ (ظ)، كورت فيرنلي ‏، ديون كينزي ‏ (ظ)، جيك لابين ‏، ريد ماكراكين ‏، سام ماكنتوش، إيفان أوهانلون، تشاد بيريس ‏ (ظ)، سكوت ريدون ‏، مايكل روجر، جايدن سوير ‏ (ظ)، راسل شورت، براد سكوت، جيمس تيرنر ‏ (ظ)، جيسي وايت (ظ) | راي أندرسون (ظ)، أنجي بالارد، كارلي بيتي ‏، إيرين كليفر ‏ (ظ)، تامسين كولي ‏ (ظ)، بريانا كوب ‏ (ظ)، كريستي داوس، ماديسون دي روزاريو، تايلور دويل ‏ (ظ)، جودي إلكينجتون جونز، لويز إليري، نيكول هاريس (ظ)، مادلين هوجان، إيزيس هولت (ظ)، توريتا إسحاق، كلير كيفر (ظ)، روزماري ليتل، بريدي مور ‏، جيميما مور، إيلا باردي ‏ (ظ)، كاث براودفوت ‏، سارة والش (ظ) |

(ظ) أول ظهور في الألعاب البارالمبية
فازت أستراليا بـ 26 ميدالية، منها 3 ذهبيات و9 فضيات و14 برونزية. وكان الفائزون بالميداليات الذهبية هم: برايدن ديفيدسون، وسكوت ريدون، وجيمس تيرنر. حضر راسل شورت الألعاب الأولمبية الثامنة، وكريستين داوز الألعاب السادسة، وكورت فيرنلي الألعاب الخامسة.

### أحداث المضمار - سيدات
| الرياضي                                                       | الحدث              | التصفيات  | التصفيات  | النهائي  | النهائي  |
| الرياضي                                                       | الحدث              | الزمن     | الترتيب   | الزمن    | الترتيب  |
| ------------------------------------------------------------- | ------------------ | --------- | --------- | -------- | -------- |
| أنجي بالارد                                                   | 100 متر T53        | 16.80     | 3 ت       | 16.59    | الثالث   |
| أنجي بالارد                                                   | 400 متر T53        | 55.26     | 1 ت       | 55.28    | الثالث   |
| أنجي بالارد                                                   | 800 متر T53        | 1:48.74   | 2 ت       | 1:47.97  | 4        |
| أنجي بالارد                                                   | 1500 متر T54       | 3:33.05   | 15        | لم يتأهل | لم يتأهل |
| تامسين كولي                                                   | 200 متر T36        | 37.80     | 11        | لم يتأهل | لم يتأهل |
| بريانا كوب                                                    | 100 متر T35        | غير متوفر | غير متوفر | 15.56    | 4        |
| بريانا كوب                                                    | 200 متر T35        | غير متوفر | غير متوفر | 33.08    | 5        |
| كريستي دوز                                                    | 1500 متر T54       | 3:28.57   | 5 ت       | 3:26.00  | 8        |
| كريستي دوز                                                    | 5000 متر T54       | 12:15.95  | 11        | لم يتأهل | لم يتأهل |
| كريستي دوز                                                    | ماراثون T54        | غير متوفر | غير متوفر | 1:42:59  | 7        |
| ماديسون دي روزاريو                                            | 800 متر T53        | 1:54.14   | 8 ت       | 1:47.64  | الثاني   |
| ماديسون دي روزاريو                                            | 1500 متر T54       | 3:31.54   | 9 ت       | 3:24.33  | 5        |
| ماديسون دي روزاريو                                            | 5000 متر T54       | 11:49.71  | 5 ت       | 11:54.46 | 4        |
| إيزيس هولت                                                    | 100 متر T35        | غير متوفر | غير متوفر | 13.75    | الثاني   |
| إيزيس هولت                                                    | 200 متر T35        | غير متوفر | غير متوفر | 28.79    | الثاني   |
| توريتا إيزاك                                                  | 400 متر T38        | غير متوفر | غير متوفر | 1:04.47  | 4        |
| روزماي ليتل                                                   | 100 متر T34        | غير متوفر | غير متوفر | 19.05    | 5        |
| روزماي ليتل                                                   | 400 متر T34        | غير متوفر | غير متوفر | 1:01.91  | 4        |
| روزماي ليتل                                                   | 800 متر T34        | غير متوفر | غير متوفر | 2:04.10  | 4        |
| جميمة مور                                                     | 100 متر T54        | 18.39     | 11        | لم يتأهل | لم يتأهل |
| جميمة مور                                                     | 400 متر T54        | 1:00.24   | 11        | لم يتأهل | لم يتأهل |
| جميمة مور                                                     | 800 متر T54        | 1:54.37   | 10        | لم يتأهل | لم يتأهل |
| إيلا باردي                                                    | 100 متر T38        | 13.30     | 6 ت       | 13.22    | 6        |
| إيرين كليفير جودي إلكينغتون-جونز إيزيس هولت إيلا باردي        | 4 × 100 متر T35-38 | غير متوفر | غير متوفر | 55.09    | الثالث   |
| أنجي بالارد كريستي دوز ماديسون دي روزاريو جميمة مور إميلي تاب | 4 × 400 متر T53-54 | غير متوفر | غير متوفر | 3:46.63  | الثاني   |

### أحداث المضمار - رجال
| الرياضي        | الحدث        | التصفيات       | التصفيات  | النهائي                 | النهائي  |
| الرياضي        | الحدث        | الزمن          | الترتيب   | الزمن                   | الترتيب  |
| -------------- | ------------ | -------------- | --------- | ----------------------- | -------- |
| سام كارتر      | 100 متر T54  | 14.59          | 7 ت       | 14.46                   | 6        |
| سام كارتر      | 400 متر T54  | 49.24          | 15        | لم يتأهل                | لم يتأهل |
| جاريد كليفورد  | 1500 متر T13 | غير متوفر      | غير متوفر | 3:56.67                 | 7        |
| جاريد كليفورد  | 5000 متر T13 | غير متوفر      | غير متوفر | 15:06.64                | 7        |
| جبريل كول      | 100 متر T47  | 11.14          | 4         | 11.17                   | 7        |
| ريتشارد كولمان | 400 متر T53  | 52.59          | 12        | لم يتأهل                | لم يتأهل |
| ريتشارد كولمان | 800 متر T53  | 1:43.79        | 8         | لم يتأهل                | لم يتأهل |
| كورت فيرنلي    | 1500 متر T54 | 3:05.47        | 4 ت       | 3:01.35                 | 5        |
| كورت فيرنلي    | 5000 متر T54 | 10:36.53       | 8 ت       | 11:02.37                | الثالث   |
| كورت فيرنلي    | ماراثون T54  | غير متوفر      | غير متوفر | 1:26:17                 | الثاني   |
| ديون كنزي      | 1500 متر T38 | غير متوفر      | غير متوفر | 4:14.95                 | الثاني   |
| جيك لابين      | 400 متر T54  | 48.88          | 11        | لم يتأهل                | لم يتأهل |
| جيك لابين      | 800 متر T54  | DNS            | DNS       | لم يتأهل                | لم يتأهل |
| جيك لابين      | 1500 متر T54 | 3:06.73        | 12        | لم يتأهل                | لم يتأهل |
| ريد ماكراتشين  | 100 متر T34  | 15.50 سجل شخصي | 2 ت       | 15.34                   | الثاني   |
| ريد ماكراتشين  | 800 متر T34  | 1:46.31        | 3 ت       | 1:41.25                 | الثالث   |
| سام مكينتوش    | 100 متر T52  | 17.92          | 4 ت       | 18.13                   | 4        |
| سام مكينتوش    | 400 متر T52  | DNS            |           | لم يتأهل                | لم يتأهل |
| إيفان أوهانلون | 100 متر T38  | 11.25          | 2 ت       | 10.98                   | الثاني   |
| تشاد بيريس     | 100 متر T13  | 10.91          | 3 ت       | 10.83                   | الثالث   |
| سكوت ريردون    | 100 متر T42  | 12.26 سجل شخصي | 1 ت       | 12.26 سجل شخصي          | الأول    |
| مايكل روغير    | 1500 متر T46 | غير متوفر      | غير متوفر | 4:01.34                 | الثالث   |
| براد سكوت      | 1500 متر T37 | غير متوفر      | غير متوفر | 4:25.98                 | 6        |
| جيمس تيرنر     | 800 متر T36  | غير متوفر      | غير متوفر | 2:02.39 رقم قياسي عالمي | الأول    |

### الأحداث الميدانية - سيدات
| الرياضي             | الحدث         | النتيجة | الترتيب |
| ------------------- | ------------- | ------- | ------- |
| ري أندرسون          | رمي الجلة F38 | 28.46   | 5       |
| ري أندرسون          | رمي القرص F37 | 27.14   | 8       |
| كارلي بيتي          | وثب طويل T47  | 5.57    | الثالث  |
| إيرين كليفر         | وثب طويل T38  | 4.51    | 5       |
| تايلور دويل         | وثب طويل T38  | 4.62    | الثاني  |
| جودي إلكينغتون-جونز | وثب طويل T37  | 4.30    | الثالث  |
| لويز إليري          | رمي الجلة F32 | 4.19    | الثالث  |
| نيكول هاريس         | رمي الجلة F20 | 11.53   | 7       |
| مادلين هوغن         | رمي الرمح F46 | 39.75   | 5       |
| كلير كيفر           | رمي الجلة F41 | 8.16    | الثالث  |
| كلير كيفر           | رمي القرص F41 | 23.27   | 7       |
| بريد مور            | رمي الجلة F33 | 5.08    | 4       |
| كاث براودفوت        | رمي الجلة F36 | 9.70    | الثالث  |
| سارة والش           | وثب طويل T44  | 4.82    | 6       |

### الأحداث الميدانية - رجال
| الرياضي         | الحدث         | النتيجة | الترتيب |
| --------------- | ------------- | ------- | ------- |
| هارون تشاتمان   | قفز عالي T47  | 1.99    | الثالث  |
| برايدن ديفيدسون | وثب طويل T36  | 5.62 PR | الأول   |
| جاي هنلي        | رمي القرص F37 | 51.97   | 4       |
| تود هودجيتس     | رمي الجلة F20 | 15.82   | الثالث  |
| نيكولاس هوم     | وثب طويل T20  | 6.89    | 5       |
| جايدن سوير      | رمي الرمح F38 | 45.63   | 5       |
| راسيل شورت      | رمي الجلة F12 | 15.01   | 7       |
| جيسي وايات      | رمي الجلة F33 | 8.71    | 4       |

المفاتيح: Q = تأهل للنهائي؛ OC = رقم قياسي في أوقيانوسيا؛ PR = رقم قياسي في الألعاب البارالمبية؛ WR = الرقم القياسي العالمي

## بوتشيا
اختارت أستراليا دانيال ميشيل ‏ ومساعدته في منحدر التزلج آشلي ماكلور للمشاركة في أول دورة ألعاب أولمبية لهما. ميشيل هو أول لاعب منذ دورة الألعاب البارالمبية في سيدني عام 2000.
| الرياضي      | الحدث          | مباريات التصنيف                          | دور 32                                     | دور 16          | ربع النهائي     | نصف النهائي     | النهائي / BM    | النهائي / BM |
| الرياضي      | الحدث          | المنافس النتيجة                          | المنافس النتيجة                            | المنافس النتيجة | المنافس النتيجة | المنافس النتيجة | المنافس النتيجة | الترتيب      |
| ------------ | -------------- | ---------------------------------------- | ------------------------------------------ | --------------- | --------------- | --------------- | --------------- | ------------ |
| دانيال ميشيل | فردي مختلط BC3 | جيمي ماككوان (بريطانيا العظمى) · فاز 3-2 | غريجوريوس بوليكرونيديس (اليونان) · خسر 2-7 | لم يتأهل        | لم يتأهل        | لم يتأهل        | لم يتأهل        | لم يتأهل     |

## ركوب الدرجات

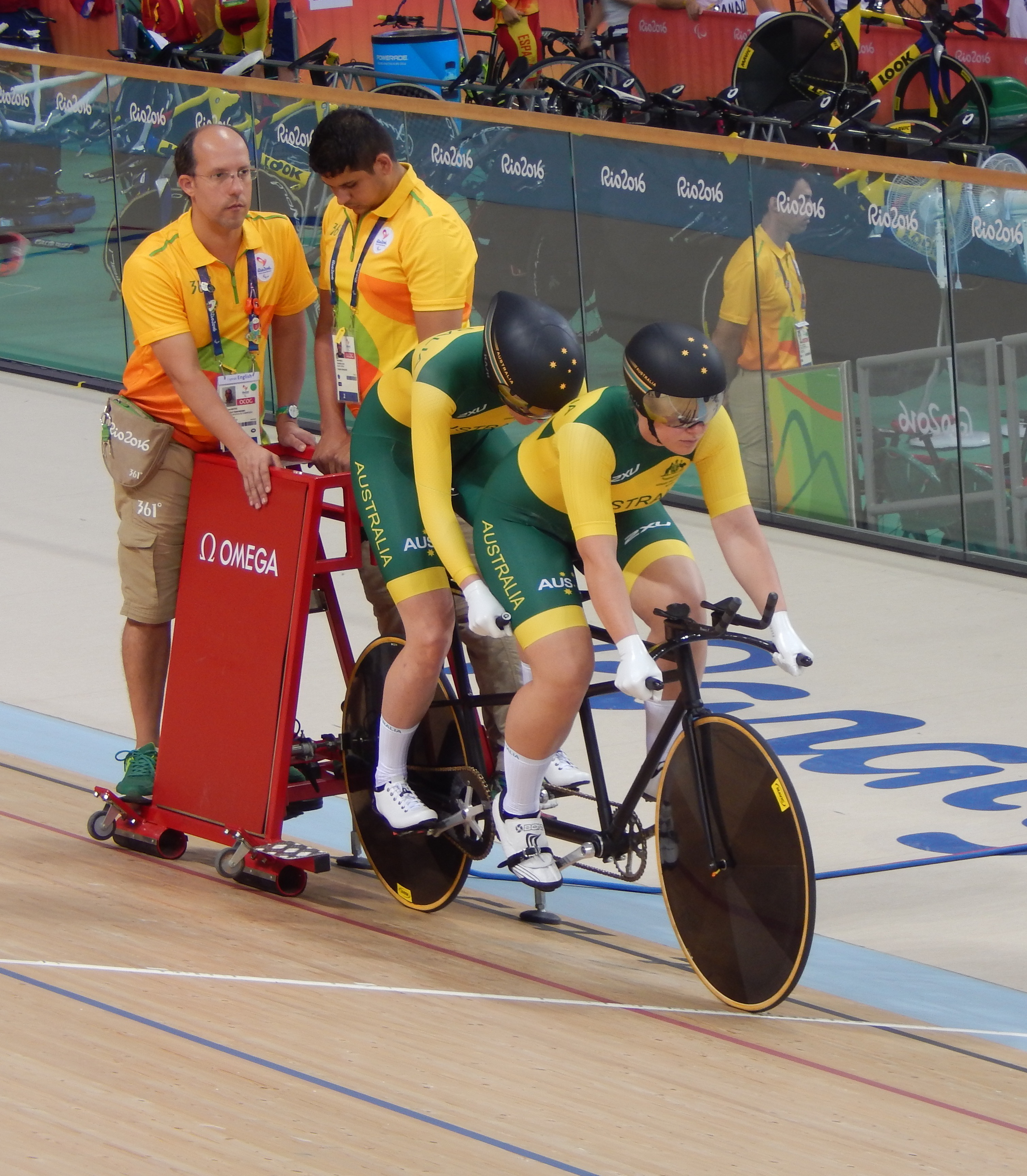
تستعدّ الدراجتان الأستراليتان ماديسون جانسن (على اليمين) وجيسيكا غالاغر للمشاركة في نهائي سباق 1000 متر ضد الساعة للسيدات من الفئة B/VI، حيث فازتا بالميدالية البرونزية. وبذلك، أصبحت غالاغر أول أسترالية تفوز بميداليتين في كلٍّ من الألعاب البارالمبية الصيفية والشتوية.

تم الإعلان عن فريق الدراجات في 30 مايو 2016. يتكون الفريق من 13 رياضيًا وثلاثة طيارين مبصرين: بالنسبة لمودرا، ستكون هذه هي مشاركته الثامنة في الألعاب البارالمبية. تم اختيار مايكل غالاغر في الأصل ولكن في 2 سبتمبر 2016 تم سحبه من الفريق بسبب عينة اختبار المنشطات الإيجابية.
| الرجال | السيدات |
| --- | --- |
| كيران مودرا ‏، ديفيد نيكولاس، ستيوارت تريب ‏، كايل بريدجوود ‏ (ظ)، أليستير دونوهو (ظ)، ماثيو فورمستون ‏ (ظ)، ديفيد إدواردز (ظ) (للطيار كيران مودرا)، نيك يالوريس ‏ (ظ) (للطيار ماثيو فورمستون) | جيسيكا غالاغر، كارول كوك، سيمون كينيدي، ألكسندرا ليسني، سو باول، أماندا ريد، ماديسون جانسن (ظ) (طيار لجيسيكا غالاغر) |

أحداث المضمار - سيدات
| الرياضية                                  | الحدث                             | التصفيات | التصفيات | النهائي       | النهائي  |
| الرياضية                                  | الحدث                             | الزمن    | الترتيب  | المنافس الزمن | الترتيب  |
| ----------------------------------------- | --------------------------------- | -------- | -------- | ------------- | -------- |
| جيسيكا غالاغير (ماديسون جانسين - المرشدة) | مطاردة فردية سيدات B              | 3:45.744 | 9        | لم يتأهل      | لم يتأهل |
| جيسيكا غالاغير (ماديسون جانسين - المرشدة) | سباق ضد الساعة 1 كم سيدات B       | —        | —        | 1:08.171      | الثالث   |
| سيمون كينيدي                              | مطاردة فردية سيدات C1-3           | 4:33.815 | 8        | لم يتأهل      | لم يتأهل |
| سيمون كينيدي                              | سباق ضد الساعة 500 متر سيدات C1-3 | —        | —        | 44.961        | 9        |
| ألكسندرا ليسني                            | مطاردة فردية سيدات C4             | 4:11.087 | 6        | لم يتأهل      | لم يتأهل |
| ألكسندرا ليسني                            | سباق ضد الساعة 500 متر سيدات C4-5 | —        | —        | 40.823        | 12       |
| سوزان باول                                | مطاردة فردية سيدات C4             | 4:01.964 | 2 تأهل   | 4:04.794      | الثاني   |
| سوزان باول                                | سباق ضد الساعة 500 متر سيدات C4-5 | —        | —        | 38.979        | 8        |
| أماندا ريد                                | سباق ضد الساعة 500 متر سيدات C1-3 | —        | —        | 37.581        | الثاني   |

أحداث المضمار - رجال
| الرياضي                               | الحدث                      | التصفيات               | التصفيات | النهائي            | النهائي  |
| الرياضي                               | الحدث                      | الزمن                  | الترتيب  | المنافس الزمن      | الترتيب  |
| ------------------------------------- | -------------------------- | ---------------------- | -------- | ------------------ | -------- |
| كايل بريدجوود                         | مطاردة فردية رجال C4       | 4:38.639               | 2 تأهل   | 2:19.920 تم تجاوزه | الثاني   |
| أليستير دونوهو                        | مطاردة فردية رجال C5       | 4:38.050               | 2 تأهل   | 4:44.520           | الثاني   |
| ماثيو فورمستون (نيك يالوريس - المرشد) | مطاردة فردية رجال B        | 4:14.258               | 5        | لم يتأهل           | لم يتأهل |
| ماثيو فورمستون (نيك يالوريس - المرشد) | سباق ضد الساعة 1 كم رجال B | —                      | —        | 1:02.546           | 6        |
| كييران مودرا (ديفيد إدواردز - المرشد) | مطاردة فردية رجال B        | 4:14.339               | 6        | لم يتأهل           | لم يتأهل |
| ديفيد نيكولاس                         | مطاردة فردية رجال C3       | 3:32.336 أفضل رقم شخصي | 1 تأهل   | 3:33.028           | الأول    |

أحداث المضمار - مختلط
| الرياضيون                                          | الحدث                     | التصفيات | التصفيات | النهائي       | النهائي  |
| الرياضيون                                          | الحدث                     | الزمن    | الترتيب  | المنافس الزمن | الترتيب  |
| -------------------------------------------------- | ------------------------- | -------- | -------- | ------------- | -------- |
| أليستير دونوهو ديفيد نيكولاس سوزان باول أماندا ريد | سباق السرعة المختلط للفرق | 55.308   | 6        | لم يتأهل      | لم يتأهل |

أحداث الطريق - سيدات
| الرياضي         | الحدث                              | الوقت    | الترتيب |
| --------------- | ---------------------------------- | -------- | ------- |
| كارول كوك       | سباق الوقت على الطريق للسيدات T1-2 | 26:11.40 | الأول   |
| كارول كوك       | سباق الطريق للسيدات T1-2           | 1:07:51  | الأول   |
| سيمون كينيدي    | سباق الوقت على الطريق للسيدات C1-3 | 34:31.32 | 10      |
| سيمون كينيدي    | سباق الطريق للسيدات C1-3           | 1:30:49  | 8       |
| ألكساندرا ليسني | سباق الوقت على الطريق للسيدات C4   | 30:28.39 | 4       |
| ألكساندرا ليسني | سباق الطريق للسيدات C4-5           | 2:22:56  | 7       |
| سوزان باول      | سباق الوقت على الطريق للسيدات C4   | 30:19.29 | الثالث  |
| سوزان باول      | سباق الطريق للسيدات C4-5           | 2:25:50  | 9       |
| أماندا ريد      | سباق الوقت على الطريق للسيدات C1-3 | 35:55.81 | 11      |
| أماندا ريد      | سباق الطريق للسيدات C1-3           | 1:39:12  | 11      |

أحداث الطريق - رجال
| الرياضي                              | الحدث                           | الوقت    | الترتيب |
| ------------------------------------ | ------------------------------- | -------- | ------- |
| كايل بريدجوود                        | سباق الوقت على الطريق للرجال C4 | 38:23.21 | الثاني  |
| كايل بريدجوود                        | سباق الطريق للرجال C4-5         | 2:15:41  | 6       |
| أليستير دونوهو                       | سباق الوقت على الطريق للرجال C4 | 37:33.36 | الثاني  |
| أليستير دونوهو                       | سباق الطريق للرجال C4-5         | 2:14:03  | 5       |
| ماثيو فورمستون (نيك يالوريس - مرافق) | سباق الوقت على الطريق للرجال B  | 36:55.25 | 13      |
| ماثيو فورمستون (نيك يالوريس - مرافق) | سباق الطريق للرجال B            | 2:41:48  | 13      |
| كيران مودرا (ديفيد إدواردز - مرافق)  | سباق الوقت على الطريق للرجال B  | 35:09.06 | الثالث  |
| كيران مودرا (ديفيد إدواردز - مرافق)  | سباق الطريق للرجال B            | 2:27:15  | 5       |
| ديفيد نيكولاس                        | سباق الوقت على الطريق للرجال C3 | 40:15.96 | 4       |
| ديفيد نيكولاس                        | سباق الطريق للرجال C1-3         | 1:51:48  | 5       |
| ستيوارت تريب                         | سباق الوقت على الطريق للرجال H5 | 28:36.81 | الثاني  |
| ستيوارت تريب                         | سباق الطريق للرجال H5           | 1:37:51  | 7       |

## الفروسية
في 28 يونيو 2014، تم اختيار أربعة فرسان. 

سيدات - إيما بوث (ظ)، شارون جارفيس، ليزا مارتن (ظ)، كاتي أومباك ‏ (ظ) 

المنافسة الفردية
| الرياضي      | الحصان      | الحدث                                | المجموع | المجموع |
| الرياضي      | الحصان      | الحدث                                | النقاط  | الترتيب |
| ------------ | ----------- | ------------------------------------ | ------- | ------- |
| إيما بوث     | زيدان       | اختبار البطولة الفردي الدرجة الثانية | 69.914  | 5       |
| إيما بوث     | زيدان       | اختبار الفريق الفردي الدرجة الثانية  | 65.765  | 13      |
| شارون جارفيس | ماكيس       | اختبار البطولة الفردي الدرجة الثالثة | 68.537  | 9       |
| شارون جارفيس | ماكيس       | اختبار الفريق الفردي الدرجة الثالثة  | 65.921  | 15      |
| ليزا مارتن   | سيسي        | اختبار البطولة الفردي الدرجة الرابعة | 72.310  | 4       |
| ليزا مارتن   | سيسي        | اختبار الفريق الفردي الدرجة الرابعة  | 71.476  | 4       |
| ليزا مارتن   | سيسي        | اختبار الفردي الحر الدرجة الرابعة    | 72.250  | 4       |
| كاتي أمباك   | فيرست فاموس | اختبار البطولة الفردي الدرجة الثالثة | 67.902  | 12      |
| كاتي أمباك   | فيرست فاموس | اختبار الفريق الفردي الدرجة الثالثة  | 68.000  | 8       |

المنافسة الجماعية
| الرياضي      | الحصان     | الحدث  | النقاط الفردية | النقاط الفردية | النقاط الفردية | المجموع | المجموع |
| الرياضي      | الحصان     | الحدث  | ا ف            | ا ب            | المجموع        | النقاط  | الترتيب |
| ------------ | ---------- | ------ | -------------- | -------------- | -------------- | ------- | ------- |
| من إيما بوث  | انظر أعلاه | الفريق | 65.765         | 69.914         | 135.679        | 415.367 | 9       |
| شارون جارفيس | انظر أعلاه | الفريق | 65.921         | 68.537         | 134.458        | 415.367 | 9       |
| ليزا مارتن   | انظر أعلاه | الفريق | 72.310         | 71.476         | 143.786        | 415.367 | 9       |
| كاتي أمباك   | انظر أعلاه | الفريق | 68.000         | 67.902         | 135.902        | 415.367 | 9       |

## كرة الهدف

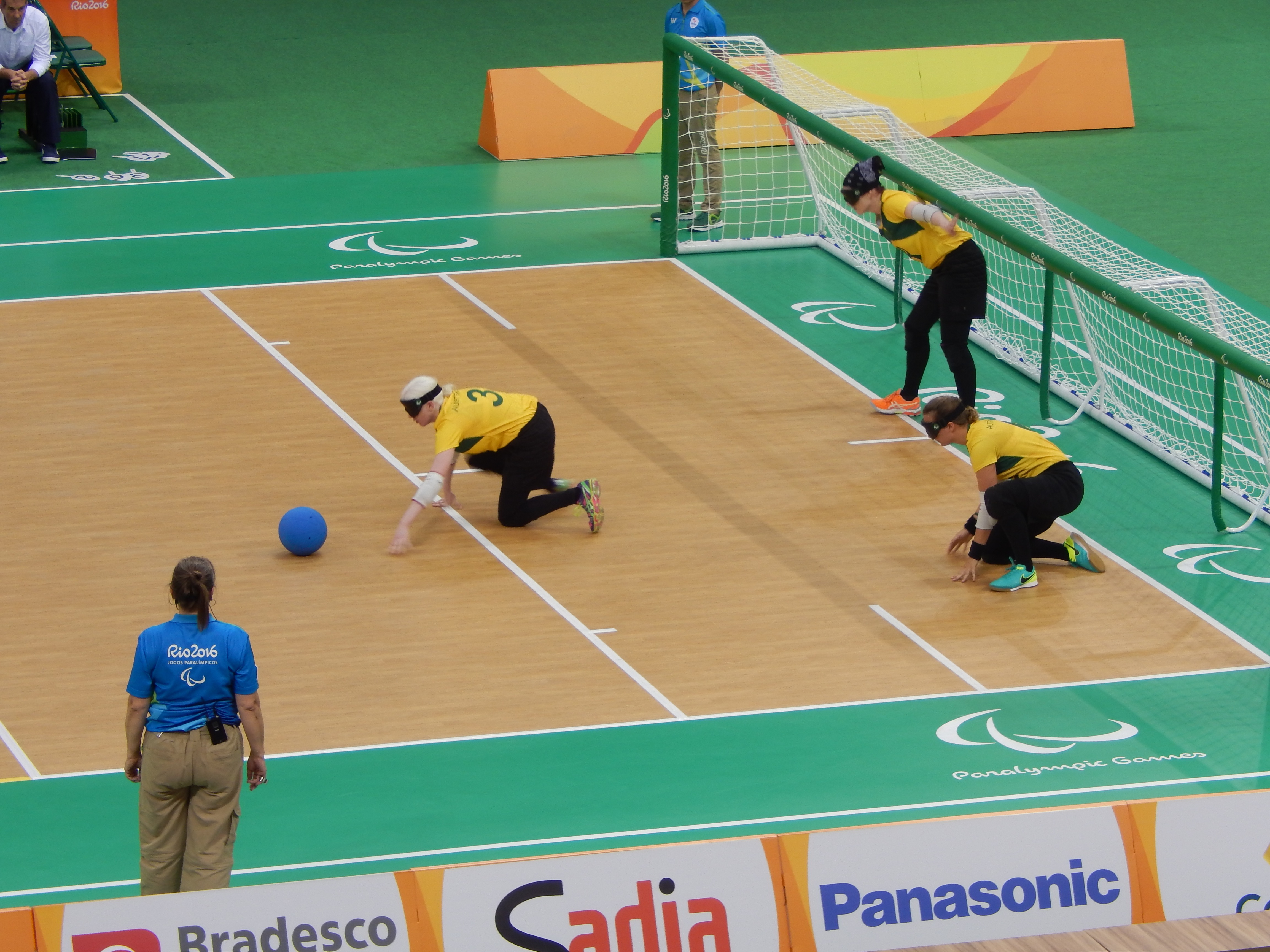
أستراليا ضد كندا في فيوتشر أرينا. من اليسار إلى اليمين: نيكول إسديل، ميكا هورسبيرغ، وميشيل رزيبيكي.

فشل فريق السيدات الأسترالي (بيلز) في التأهل بعد أن احتل المركز الثالث في بطولة آسيا والمحيط الهادئ لكرة الهدف في هانغتشو، الصين. فشل المنتخب الأسترالي للرجال في التأهل بعد أن احتل المركز الخامس في بطولة آسيا والمحيط الهادئ لكرة الهدف في هانغتشو، الصين. بعد إعادة توزيع مقاعد روسيا، تلقت النساء الأستراليات دعوة في اللحظة الأخيرة للمشاركة في ريو. تدخل النساء الأستراليات البطولة في المرتبة التاسعة على مستوى العالم.

## الكانو
في 16 يونيو 2016، تم اختيار ستة رياضيين للتنافس في رياضة الباراكانو الجديدة في الألعاب البارالمبية.
| الرياضي             | الحدث     | التصفيات | التصفيات | نصف النهائي | نصف النهائي | النهائي   | النهائي  |
| الرياضي             | الحدث     | الزمن    | الترتيب  | الزمن       | الترتيب     | الزمن     | الترتيب  |
| ------------------- | --------- | -------- | -------- | ----------- | ----------- | --------- | -------- |
| كولين سيدرز (ظ)     | رجال KL1  | 59.732   | 8        | 57.176      | 4 FA        | 55.437    | 8        |
| كرتيس ماكغرات (ظ)   | رجال KL2  | 44.104   | 1 FA     | غير متاح    | غير متاح    | 42.190 PR | الأول    |
| ديلان ليتلهالز (ظ)  | رجال KL3  | 46.305   | 8        | 45.258      | 6           | لم يتأهل  | لم يتأهل |
| جوسلين نيومويلر (ظ) | سيدات KL1 | 1:03.658 | 4        | 1:03.666    | 2 FA        | 1:03.361  | 5        |
| سوزان سيبل (ظ)      | سيدات KL2 | 58.314   | 3 FA     | غير متاح    | غير متاح    | 56.796    | الثالث   |
| أماندا رينولدز (ظ)  | سيدات KL3 | 53.412   | 1 FA     | غير متاح    | غير متاح    | 51.378    | الثاني   |

## الترياثلون

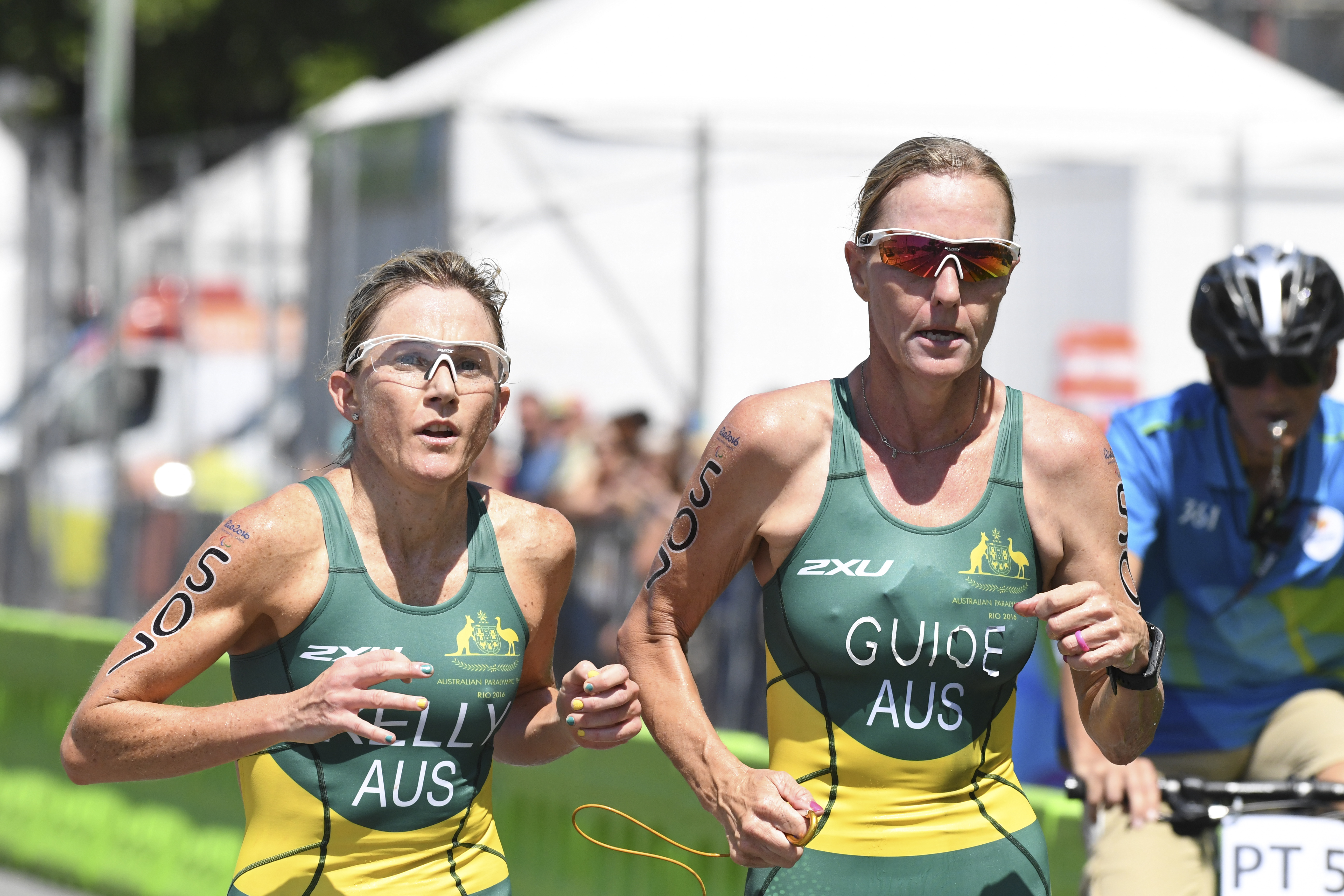
كاتي كيلي ومرشدتها ميشيل جونز في كوباكابانا

أعلنت اللجنة البارالمبية الأسترالية عن فريق مكون من سبعة رياضيين في 3 أغسطس 2016. يظهر البارالمبياد لأول مرة في دورة الألعاب الأولمبية في ريو.
| الرجال                                          | السيدات                                                                |
| ----------------------------------------------- | ---------------------------------------------------------------------- |
| نيك بيفريدج (ظ)، بيل تشافي (ظ)، برانت جارفي (ظ) | كيت دوغتي (ظ)، كاتي كيلي (ظ)، ميشيل جونز (دليل) لكيلي (ظ)، كلير ماكلين |

(ظ) أول ظهور في الألعاب البارالمبية
أحداث السيدات
| الرياضي                      | الحدث     | السباحة | الانتقال 1 | الدراجة | الانتقال 2 | الجري | الوقت الكلي | الترتيب |
| ---------------------------- | --------- | ------- | ---------- | ------- | ---------- | ----- | ----------- | ------- |
| كيت دوغاتي                   | سيدات PT4 | 11:42   | 1:18       | 28.09   | 0:53       | 23.48 | 1:15:50     | 5       |
| كلير ماكلين                  | سيدات PT4 | 15:09   | 1:35       | 37.12   | 1:09       | 24:41 | 1:19:46     | 9       |
| كاتي كيلي ميشلي جونز (مرشدة) | سيدات PT5 | 16:09   | 1:24       | 33:15   | 0:53       | 10:37 | 1:12:18     | الأول   |

أحداث الرجال
| الرياضي     | الحدث    | السباحة | الانتقال 1 | الدراجة | الانتقال 2 | الجري | الوقت الكلي | الترتيب |
| ----------- | -------- | ------- | ---------- | ------- | ---------- | ----- | ----------- | ------- |
| بيل تشافي   | رجال PT1 | 11:21   | 1:27       | 37.17   | 0:48       | 12:08 | 1:03:01     | 4       |
| نيك بيفريدج | رجال PT1 | 11:57   | 1:43       | 42:55   | 1:00       | 13:00 | 1:10:35     | 9       |
| برانت غارفي | رجال PT2 | 10:45   | 1:36       | 40:40   | 1:56       | 24:24 | 1:19:21     | 10      |

## التجديف
في 11 يوليو 2016، أعلنت اللجنة البارالمبية الأسترالية عن تشكيل فريق مكون من 8 رياضيين. وستشارك أستراليا لأول مرة بقارب في سباق الزوارق الرباعية المختلطة ذات المقود للذين يعانون من إعاقات في الأرجل والجذع والذراعين.
| الرجال                                                     | السيدات                                                                    |
| ---------------------------------------------------------- | -------------------------------------------------------------------------- |
| جافين بيلس، إريك هوري، بروك إنغرام (ظ)، جيريمي ماكغراث (ظ) | جوزفين برناند (ظ) (كوكس)، دافينيا ليفروي (ظ)، كاثلين مردوخ (ظ)، كاثرين روس |

(ظ) أول ظهور في الألعاب البارالمبية
| الرياضيون                                                                       | الحدث               | الأدوار التمهيدية | الأدوار التمهيدية | إعادة التأهيل | إعادة التأهيل | النهائي | النهائي |
| الرياضيون                                                                       | الحدث               | الزمن             | الترتيب           | الزمن         | الترتيب       | الزمن   | الترتيب |
| ------------------------------------------------------------------------------- | ------------------- | ----------------- | ----------------- | ------------- | ------------- | ------- | ------- |
| إريك هوري                                                                       | تجديف فردي رجال     | 4:45.87           | 1 تأهل            | تنازل         | تنازل         | 4:42.94 | الثاني  |
| غافين بيليس كاثرين روس                                                          | تجديف مزدوج مختلط   | 4:03.25           | 4                 | 4:08.57       | 3 نهائي B     | 4:05.61 | 2       |
| بروك إنغرام جيريمي ماكغراث دافينيا ليفروي كاثلين مردوخ جو بورناند (قائد القارب) | رباعي مع قائد مختلط | 3:32.88           |                   | 3:37.29       | 3 نهائي B     | 3:30.59 | 1       |

المفاتيح: FA = النهائي أ (ميدالية)؛ FB = النهائي ب (بدون ميدالية)؛ R = التكرار

## الإبحار

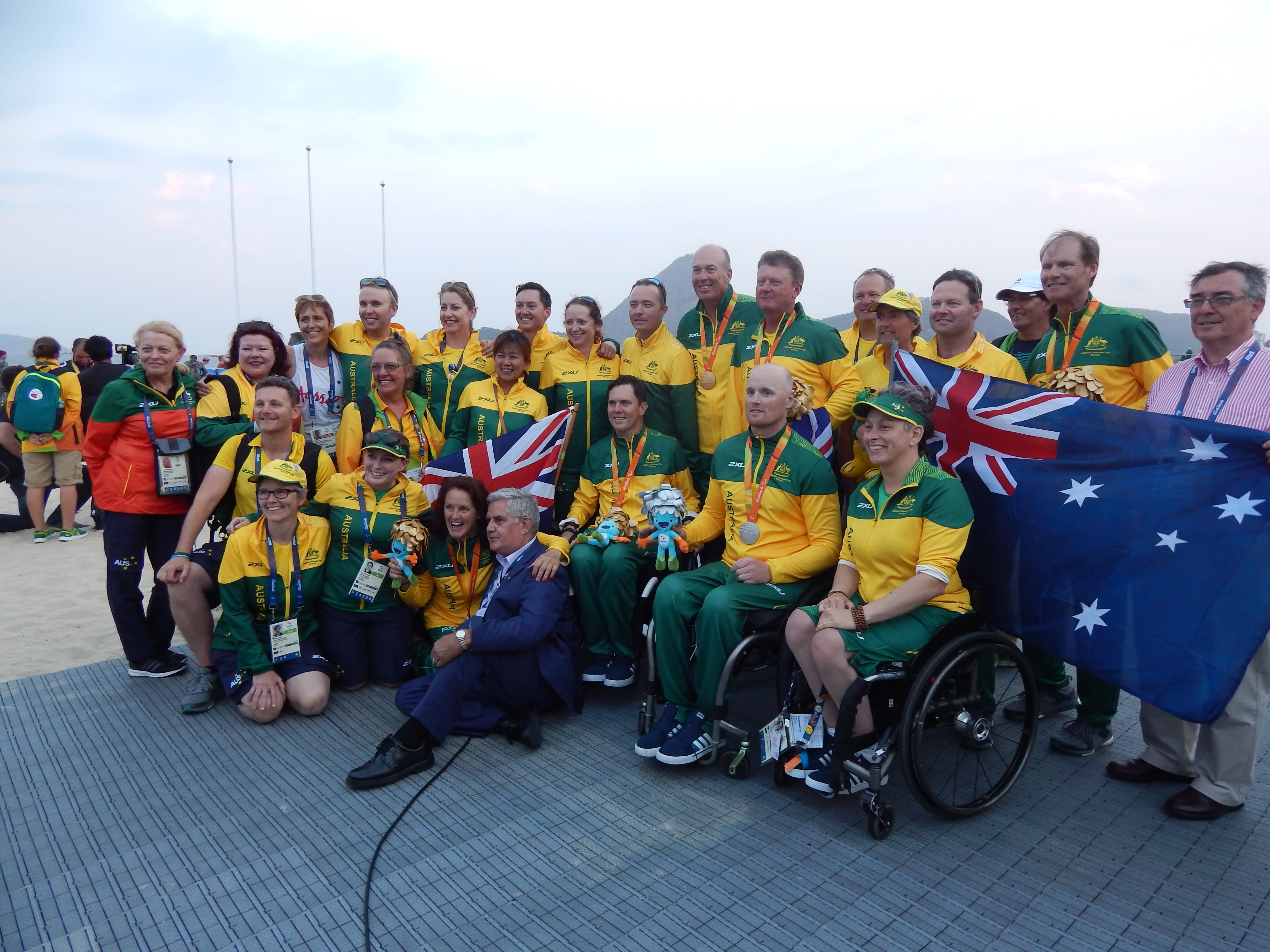
فريق الإبحار الأسترالي في دورة الألعاب البارالمبية في ريو

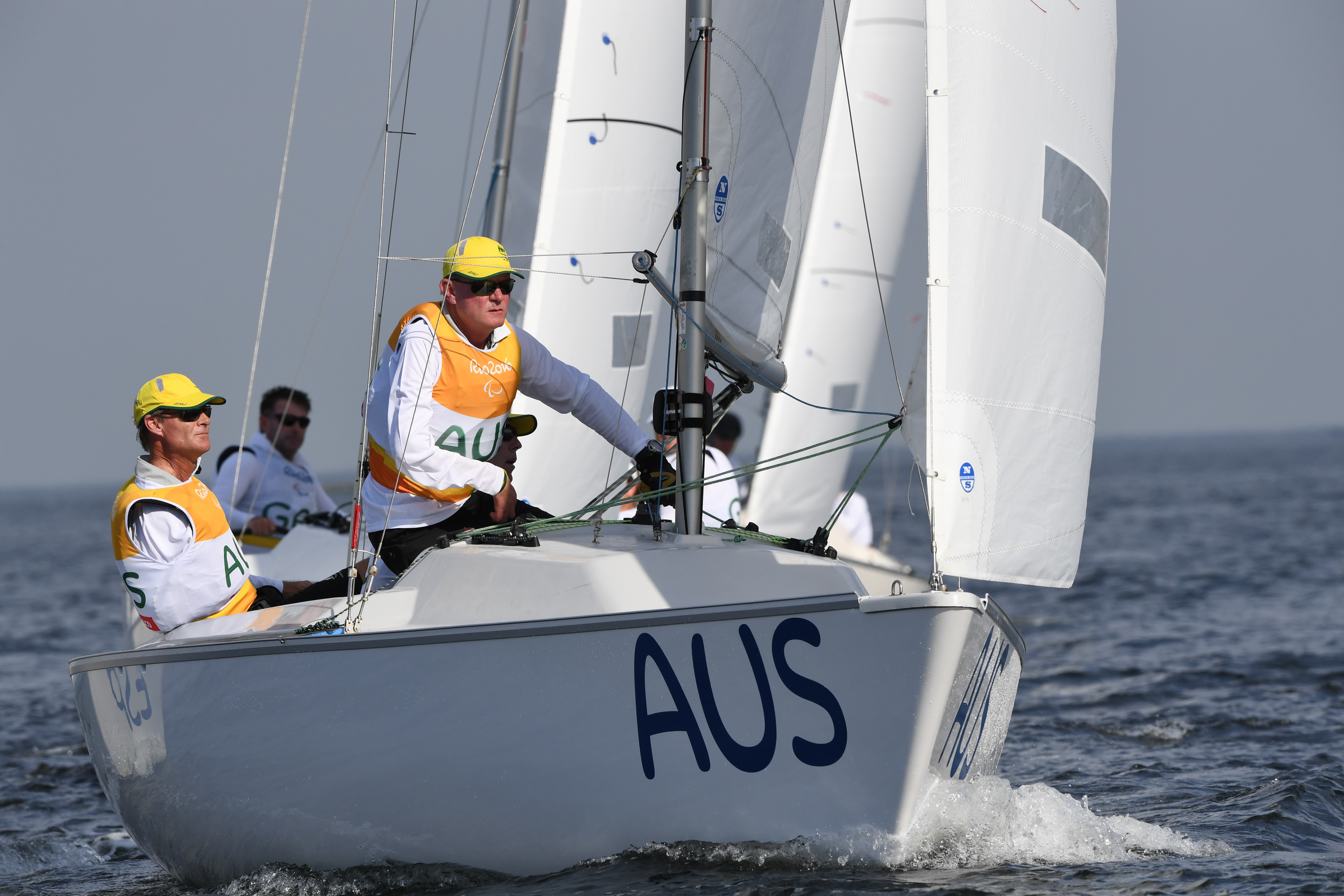
كولن هاريسون، راسل بوادن وجوناثان هاريس يبحرون في فئة السونار

فريق مختار من ستة رياضيين: ماثيو بوج (فردي 2.4 متر)، دانيال فيتزجيبون وليزل تيش (سكود 18 ثنائي)، كولين هاريسون، راسل بوادن، وجوناثان هاريس (سونار ثلاثي). ستكون هذه آخر دورة ألعاب إبحار تُلغى من برنامج ألعاب طوكيو 2020.
| الرياضي                                  | الحدث                            | السباق | السباق | السباق | السباق | السباق | السباق | السباق | السباق | السباق | السباق | السباق | النقاط الصافية | الترتيب |
| الرياضي                                  | الحدث                            | 1      | 2      | 3      | 4      | 5      | 6      | 7      | 8      | 9      | 10     | 11     | النقاط الصافية | الترتيب |
| ---------------------------------------- | -------------------------------- | ------ | ------ | ------ | ------ | ------ | ------ | ------ | ------ | ------ | ------ | ------ | -------------- | ------- |
| ماثيو بوج                                | 2.4 متر فردي                     | 3      | 5      | 3      | 1      | 5      | 2      | 1      | 1      | 14     | 17     | 1      | 36             | الثاني  |
| دانيال فيتزغيبون، ليسل تيش               | SKUD 18 – قارب كيلبوت لشخصين     | 1      | 2      | 1      | 1      | 2      | 1      | 1      | 1      | 1      | 1      | 2      | 12             | الأول   |
| كولن هاريسون، راسيل بودين، جوناثان هاريس | سونار – قارب كيلبوت لثلاثة أشخاص | 1      | 2      | 5      | 7      | 2      | 2      | 1      | 3      | 2      | 1      | 10     | 26             | الأول   |

## الرماية
رشّحت أستراليا للرماية ستة رياضيين في مايو 2016. اختيرت ليبي كوزمالا للمشاركة في دورتها الثانية عشرة. كان الفريق يفتقد اللاعبة البارالمبية آشلي آدامز التي لقيت حتفها في حادث عام 2015.
| الرجال                                                | السيدات                   |
| ----------------------------------------------------- | ------------------------- |
| لوك كاين، برادلي مارك، كريس بيت (ظ)، أنطون زابيلي (ظ) | ليبي كوسمالا، ناتالي سميث |

(ظ) أول ظهور في الألعاب البارالمبية
| الرياضي      | الحدث                                   | التصفيات | التصفيات | النهائي    | النهائي    |
| الرياضي      | الحدث                                   | النقاط   | الترتيب  | النقاط     | الترتيب    |
| ------------ | --------------------------------------- | -------- | -------- | ---------- | ---------- |
| لوك كاين     | بندقية هوائية واقفة مختلطة 10 متر SH2   | 619.9    | 26       | لم يتأهل   | لم يتأهل   |
| لوك كاين     | بندقية هوائية مستلقية مختلطة 10 متر SH2 | 623.0    | 33       | لم يتأهل   | لم يتأهل   |
| ليبي كوسمالا | بندقية هوائية واقفة للسيدات 10 متر SH1  | 396.0    | 18       | لم يتأهل   | لم يتأهل   |
| ليبي كوسمالا | بندقية هوائية مستلقية مختلطة 10 متر SH1 | 622.0    | 37       | لم يتأهل   | لم يتأهل   |
| برادلي مارك  | بندقية هوائية واقفة مختلطة 10 متر SH2   | 627.2    | 12       | لم يتأهل   | لم يتأهل   |
| برادلي مارك  | بندقية هوائية مستلقية مختلطة 10 متر SH2 | 627.3    | 9        | لم يتأهل   | لم يتأهل   |
| كريستوفر بيت | مسدس هوائي 10 متر رجال SH1              | 557-12x  | 14       | لم يتأهل   | لم يتأهل   |
| كريستوفر بيت | مسدس 25 م مختلط SH1                     | 566-15x  | 7        | 8 نقاط - 4 | 3 نقاط - 4 |
| ناتالي سميث  | بندقية هوائية واقفة للسيدات 10 متر SH1  | 406.1    | 7 تأهل   | 142.5      | 5          |
| ناتالي سميث  | بندقية هوائية مستلقية مختلطة 10 متر SH1 | 626.4    | 31       | لم تتأهل   | لم تتأهل   |
| ناتالي سميث  | بندقية 3 أوضاع 50 متر للسيدات SH1       | 558-10x  | 8 تأهل   | 389.5      | 8          |
| ناتالي سميث  | بندقية مستلقية مختلطة 50 متر SH1        | 608.8    | 24       | لم تتأهل   | لم تتأهل   |
| أنطون زابيلي | بندقية هوائية مستلقية مختلطة 10 متر SH1 | 629.9    | 18       | لم يتأهل   | لم يتأهل   |
| أنطون زابيلي | بندقية مستلقية مختلطة 50 متر SH1        | 598.3    | 36       | لم يتأهل   | لم يتأهل   |

لم تفز أستراليا بأي ميداليات. وكان أفضل ترتيب لها هو المركز الرابع الذي حققه كريستوفر بيت.

## السباحة
تم اختيار 36 رياضيًا في 1 أغسطس 2016. تم اختيار ثلاثة رياضيين لدورتهم الرابعة في الألعاب - ماثيو ليفي وجيريمي ماكلور وريك بيندلتون تم اختيار 22 رياضيًا لأول مرة في دورة الألعاب البارالمبية مع اختيار اثنتين تبلغان من العمر 14 عامًا تيفاني توماس كين وكاتيا ديدكيند.
| الرجال | السيدات |
| --- | --- |
| جوشوا ألفورد ‏ (ظ)، مايكل أندرسون، جيسي أونجليس (ظ)، ليام بيكريك ‏ (ظ)، بليك كوتشران ‏، روان كروذرز (ظ)، تيموثي ديسكين ‏ (ظ)، دانيال فوكس، ماثيو هانابيل، بريندن هول ‏، جاي هاريسون موراي ‏ (ظ)، تيموثي هودج (ظ)، برايدان جيسون ‏ (ظ)، أحمد كيلي، ماثيو ليفي، جيريمي ماكلور ‏، ريك بيندلتون ‏، لوغان باول ‏ (ظ)، شون روسو، ليام شولتر (ظ)، جاكوب تمبلتون ‏ (ظ) | إميلي بيكروفت ‏ (ظ)، إيلي كول، كاتيا ديدكيند ‏ (ظ)، ماديسون إليوت، تانيا هوبنر ‏ (ظ)، جينا جونز ‏ (ظ)، بايج ليونهاردت ‏ (ظ)، آشلي ماكونيل ‏ (ظ)، مونيك مورفي ‏ (ظ)، ليكيشا باترسون ‏ (ظ)، مادلين سكوت ‏ (ظ)، تيفاني توماس كين ‏ (ظ)، راشيل واتسون (ظ)، برو وات ‏، كيت ويلسون ‏ (ظ) |

فازت أستراليا بـ29 ميدالية، منها 10 ذهبيات. فازت ماديسون إليوت بثلاث ذهبيات، بينما فازت ليكيشا باترسون ‏ وإيلي كول بذهبيتين.
(ظ) أول ظهور للألعاب البارالمبية

### أحداث الرجال
| الرياضي                                       | الحدث                         | التمهيدي | التمهيدي  | النهائي  | النهائي  |
| الرياضي                                       | الحدث                         | الزمن    | الترتيب   | الزمن    | الترتيب  |
| --------------------------------------------- | ----------------------------- | -------- | --------- | -------- | -------- |
| جوشوا ألفورد                                  | 200 متر حر رجال S14           | 2:01.36  | 9         | لم يتأهل | لم يتأهل |
| جوشوا ألفورد                                  | 100 متر ظهر رجال S14          | 1:06.69  | 8 تأهل    | 1:07.77  | 8        |
| جوشوا ألفورد                                  | 200 متر رباعي رجال SM14       | 2:22.99  | 16        | لم يتأهل | لم يتأهل |
| مايكل أندرسون (سباح)                          | 50 متر حر رجال S10            | 26.31    | 15        | لم يتأهل | لم يتأهل |
| مايكل أندرسون (سباح)                          | 100 متر حر رجال S10           | 57.45    | 15        | لم يتأهل | لم يتأهل |
| مايكل أندرسون (سباح)                          | 100 متر ظهر رجال S10          | 1:01.02  | 4 تأهل    | 1:01.37  | 6        |
| جيسي أونغلز                                   | 400 متر حر رجال S8            | 4:43.87  | 8 تأهل    | 4:48.23  | 8        |
| جيسي أونغلز                                   | 100 متر فراشة رجال S8         | 1:05.37  | 7 تأهل    | 1:06.60  | 7        |
| جيسي أونغلز                                   | 100 متر ظهر رجال S8           | 1:10.39  | 7 تأهل    | 1:09.47  | 7        |
| جيسي أونغلز                                   | 200 متر رباعي رجال SM7        | 2:31.62  | 5 تأهل    | 2:28.96  | 6        |
| ليام بيكريك                                   | 400 متر حر رجال S13           | 4:43.32  | 12        | لم يتأهل | لم يتأهل |
| ليام بيكريك                                   | 100 متر صدر رجال SB13         | 1:09.17  | 4 تأهل    | 1:08.70  | 4        |
| ليام بيكريك                                   | 100 متر ظهر رجال S13          | 1:07.47  | 9         | لم يتأهل | لم يتأهل |
| ليام بيكريك                                   | 200 متر رباعي رجال SM13       | 2:24.11  | 14        | لم يتأهل | لم يتأهل |
| بليك كوبران                                   | 50 متر حر رجال S8             | 28.19    | 10        | لم يتأهل | لم يتأهل |
| بليك كوبران                                   | 100 متر حر رجال S8            | 1:02.12  | 10        | لم يتأهل | لم يتأهل |
| بليك كوبران                                   | 400 متر حر رجال S8            | 4:41.06  | 4 تأهل    | 4:39.79  | 7        |
| بليك كوبران                                   | 100 متر صدر رجال SB7          | 1:20.08  | 2 تأهل    | 1:18.66  | الثاني   |
| روان كروثرز                                   | 50 متر حر رجال S10            | 24.49    | 6 تأهل    | 24.09    | 6        |
| روان كروثرز                                   | 100 متر حر رجال S10           | 52.98    | 4 تأهل    | 52.17    | 5        |
| روان كروثرز                                   | 400 متر حر رجال S10           | 4:13.72  | 8 تأهل    | 4:10.83  | 6        |
| تيموثي ديسكين                                 | 50 متر حر رجال S9             | 26.08    | 2 تأهل    | 25.99    | الثاني   |
| تيموثي ديسكين                                 | 100 متر حر رجال S9            | 56.73    | 1 تأهل    | 56.23    | الأول    |
| تيموثي ديسكين                                 | 200 متر رباعي رجال SM9        | 2:18.86  | 1 تأهل    | 2:17.72  | الثالث   |
| دانيال فوكس                                   | 200 متر حرة S14               | 1:57.19  | 1 تأهل PR | 1:56.69  | الثالث   |
| دانيال فوكس                                   | 100 متر ظهر S14               | 1:03.35  | 3 تأهل    | 1:05.16  | 6        |
| دانيال فوكس                                   | 200 متر ميدلي فردي SM14       | 2:21.55  | 12        | لم يتأهل | لم يتأهل |
| ماثيو هانابل                                  | 50 متر حرة S6                 | 31.47    | 6 تأهل    | 30.77    | 5        |
| ماثيو هانابل                                  | 100 متر حرة S6                | 1:09.96  | 8 تأهل    | 1:09.24  | 6        |
| ماثيو هانابل                                  | 400 متر حرة S6                | 5:36.09  | 7 تأهل    | 5:28.95  | 6        |
| ماثيو هانابل                                  | 100 متر ظهر S6                | 1:23.76  | 9         | لم يتأهل | لم يتأهل |
| برندن هول                                     | 50 متر حرة S9                 | 27.05    | 12        | لم يتأهل | لم يتأهل |
| برندن هول                                     | 100 متر حرة S9                | 57.14    | 2 تأهل    | 56.95    | الثاني   |
| برندن هول                                     | 400 متر حرة S9                | 4:20.46  | 1 تأهل    | 4:12.73  | الأول    |
| برندن هول                                     | 100 متر ظهر S9                | 1:05.56  | 5 تأهل    | 1:04.67  | الثالث   |
| برندن هول                                     | 100 متر فراشة S9              | 1:02.11  | 6 تأهل    | 1:01.85  | 4        |
| برندن هول                                     | 200 متر ميدلي فردي SM9        | 2:21.74  | 5 تأهل    | DSQ      |          |
| جاي هاريسون-موراي                             | 50 متر حرة S10                | 25.08    | 8 تأهل    | 24.47    | 7        |
| جاي هاريسون-موراي                             | 100 متر حرة S10               | 54.78    | 9         | لم يتأهل | لم يتأهل |
| جاي هاريسون-موراي                             | 400 متر حرة S10               | 4:11.54  | 5 تأهل    | 4:11.18  | 8        |
| تيموثي هودج                                   | 50 متر حرة S9                 | 27.55    | 14        | لم يتأهل | لم يتأهل |
| تيموثي هودج                                   | 100 متر حرة S9                | 58.85    | 14        | لم يتأهل | لم يتأهل |
| تيموثي هودج                                   | 400 متر حرة S9                | 4:29.53  | 9         | لم يتأهل | لم يتأهل |
| تيموثي هودج                                   | 100 متر ظهر S9                | 1:05.99  | 6 تأهل    | 1:05.18  | 6        |
| تيموثي هودج                                   | 100 متر فراشة S9              | 1:05.21  | 10        | لم يتأهل | لم يتأهل |
| تيموثي هودج                                   | 200 متر ميدلي فردي SM9        | 2:22.23  | 6 تأهل    | 2:21.14  | 5        |
| برايدان جيسون                                 | 50 متر حرة S13                | 24.75    | 5 تأهل    | 24.61    | 6        |
| برايدان جيسون                                 | 100 متر حرة S13               | 53.90    | 8 تأهل    | 54.04    | 7        |
| برايدان جيسون                                 | 400 متر حرة S10               | 4:15.59  | 5 تأهل    | 4:12.95  | 5        |
| برايدان جيسون                                 | 100 متر فراشة S13             | 59.77    | 7 تأهل    | 1:00.12  | 7        |
| أحمد كيلي                                     | 50 متر صدر SB3                | 51.91    | 5 تأهل    | 51.90    | 7        |
| أحمد كيلي                                     | 50 متر ظهر S4                 | 59.55    | 11        | لم يتأهل | لم يتأهل |
| أحمد كيلي                                     | 150 متر ميدلي فردي SM4        | 3:07.81  | 9         | لم يتأهل | لم يتأهل |
| مات لافي                                      | 50 متر حرة S7                 | 28.55    | 1 تأهل    | 28.68    | 4        |
| مات لافي                                      | 100 متر حرة S7                | 1:04.90  | 4 تأهل    | 1:02.28  | 4        |
| مات لافي                                      | 50 متر فراشة S7               | 31.35    | 4 تأهل    | 31.32    | 5        |
| مات لافي                                      | 200 متر ميدلي فردي SM7        | 2:46.04  | 4 تأهل    | 2:36.99  | الثالث   |
| جيريمي ماكلور                                 | 50 متر حرة S11                | 29.61    | 14        | لم يتأهل | لم يتأهل |
| جيريمي ماكلور                                 | 100 متر حرة S11               | 1:06.72  | 12        | لم يتأهل | لم يتأهل |
| جيريمي ماكلور                                 | 100 متر ظهر S11               | 1:09.79  | 2 تأهل    | 1:09.11  | 5        |
| ريك بندلتون                                   | 100 متر فراشة S10             | 1:01.50  | 10        | لم يتأهل | لم يتأهل |
| ريك بندلتون                                   | 100 متر صدر SB9               | 1:09.38  | 6 تأهل    | 1:08.27  | 5        |
| لوغان باول                                    | 100 متر فراشة S9              | 1:06.66  | 13        | لم يتأهل | لم يتأهل |
| لوغان باول                                    | 100 متر ظهر S9                | 1:06.37  | 8 تأهل    | 1:06.13  | 8        |
| لوغان باول                                    | 400 متر حرة S9                | 4:28.94  | 8 تأهل    | 4:27.22  | 7        |
| شون روسو                                      | 50 متر حرة S13                | 26.19    | 15        | لم يتأهل | لم يتأهل |
| شون روسو                                      | 100 متر حرة S13               | 56.39    | 16        | لم يتأهل | لم يتأهل |
| شون روسو                                      | 100 متر ظهر S13               | 1:02.19  | 6 تأهل    | 1:01.43  | 5        |
| شون روسو                                      | 100 متر فراشة S13             | 1:02.18  | 12        | لم يتأهل | لم يتأهل |
| شون روسو                                      | 100 متر صدر SB13              | 1:14.32  | 8 تأهل    | 1:13.85  | 7        |
| شون روسو                                      | 200 متر ميدلي فردي SM14       | 2:16.37  | 6 تأهل    | 2:16.29  | 6        |
| ليام شولتر                                    | 100 متر ظهر S14               | 1:07.64  | 12        | لم يتأهل | لم يتأهل |
| ليام شولتر                                    | 100 متر صدر SB14              | 1:16.56  | 15        | لم يتأهل | لم يتأهل |
| ليام شولتر                                    | 200 متر حرة S14               | 1:58.95  | 4 تأهل    | 1:59.38  | 5        |
| ليام شولتر                                    | 200 متر ميدلي فردي SM14       | 2:18.59  | 6 تأهل    | 2:18.85  | 7        |
| جاكوب تمبلتون                                 | 50 متر حرة S13                | 25.75    | 10        | لم يتأهل | لم يتأهل |
| جاكوب تمبلتون                                 | 100 متر حرة S13               | 55.92    | 13        | لم يتأهل | لم يتأهل |
| جاكوب تمبلتون                                 | 400 متر حرة S13               | 4:19.11  | 7 تأهل    | 4:15.86  | 6        |
| جاكوب تمبلتون                                 | 100 متر فراشة S13             | 1:01.04  | 11        | لم يتأهل | لم يتأهل |
| جاكوب تمبلتون                                 | 200 متر ميدلي فردي SM13       | 2:18.72  | 8 تأهل    | 2:20.90  | 8        |
| تيموثي ديسكن مات لافي بليك كوشرين روان كروثرز | تتابع 4×100 متر حرة 34 نقطة   | غ/م      | غ/م       | 3:51.96  | 5        |
| تيموثي هودج ريك بندلتون برندن هول مات لافي    | تتابع 4×100 متر متنوع 34 نقطة | غ/م      | غ/م       | 4:18.08  | 4        |

### أحداث السيدات
| الرياضية                                          | الحدث                         | التصفيات         | التصفيات | النهائي                    | النهائي  |
| الرياضية                                          | الحدث                         | الزمن            | الترتيب  | الزمن                      | الترتيب  |
| ------------------------------------------------- | ----------------------------- | ---------------- | -------- | -------------------------- | -------- |
| إميلي بيكروفت                                     | 50 متر حرة S9                 | 29.61            | 5 تأهل   | 29.33                      | 4        |
| إميلي بيكروفت                                     | 100 متر حرة S9                | 1:04.90          | 7 تأهل   | 1:05.19                    | 6        |
| إميلي بيكروفت                                     | 100 متر فراشة S9              | 1:10.97          | 8 تأهل   | 1:10.56                    | 6        |
| إميلي بيكروفت                                     | 200 متر ميدلي فردي SM9        | 2:45.91          | 15       | لم تتأهل                   | لم تتأهل |
| إيلي كول                                          | 50 متر حرة S9                 | 29.26            | 2 تأهل   | 29.13                      | الثاني   |
| إيلي كول                                          | 100 متر حرة S9                | 1:03.40          | 3 تأهل   | 1:02.93                    | الثالث   |
| إيلي كول                                          | 400 متر حرة S9                | 4:50.19          | 1 تأهل   | 4:42.58                    | الثاني   |
| إيلي كول                                          | 100 متر ظهر S9                | 1:11.22          | 2 تأهل   | 1:09.18 رقم شخصي           | الأول    |
| كاتيا ديديكديند                                   | 50 متر حرة S13                | 28.97            | 11       | لم تتأهل                   | لم تتأهل |
| كاتيا ديديكديند                                   | 100 متر حرة S13               | 1:04.59          | 14       | لم تتأهل                   | لم تتأهل |
| كاتيا ديديكديند                                   | 400 متر حرة S13               | 4:52.23          | 6 تأهل   | 4:50.43                    | 7        |
| كاتيا ديديكديند                                   | 100 متر ظهر S13               | 1:14.61          | 4 تأهل   | 1:12.25                    | الثالث   |
| ماديسون إليوت                                     | 50 متر حرة S8                 | 30.83            | 2 تأهل   | 29.73 رقم عالمي            | الأول    |
| ماديسون إليوت                                     | 100 متر حرة S8                | 1:07.69          | 3 تأهل   | 1:04.73 رقم شخصي           | الأول    |
| ماديسون إليوت                                     | 400 متر حرة S8                | 5:09.85          | 4 تأهل   | 5:02.13                    | 4        |
| ماديسون إليوت                                     | 100 متر ظهر S8                | 1:20.79          | 6 تأهل   | 1:17.16                    | الثاني   |
| ماديسون إليوت                                     | 100 متر فراشة S8              | 1:16.18          | 4 تأهل   | 1:13.80                    | 6        |
| ماديسون إليوت                                     | 200 متر ميدلي فردي SM8        | 2:52.42          | 4 تأهل   | 2:49.67                    | 6        |
| تانيا هوبنر                                       | 50 متر فراشة S6               | 42.80            | 9        | لم تتأهل                   | لم تتأهل |
| تانيا هوبنر                                       | 100 متر صدر SB6               | 1:42.66          | 4 تأهل   | 1:40.54                    | 5        |
| جينا جونز                                         | 50 متر حرة S13                | 28.57            | 5 تأهل   | 28.77                      | 7        |
| جينا جونز                                         | 100 متر حرة S13               | 1:02.75          | 9        | لم تتأهل                   | لم تتأهل |
| جينا جونز                                         | 100 متر ظهر S13               | 1:15.62          | 7 تأهل   | 1:15.14                    | 7        |
| جينا جونز                                         | 100 متر صدر SB13              | 1:22.25          | 10       | لم تتأهل                   | لم تتأهل |
| جينا جونز                                         | 200 متر ميدلي فردي SM13       | 2:41.55          | 12       | لم تتأهل                   | لم تتأهل |
| بايج ليونهارت                                     | 50 متر حرة S10                | 30.00            | 13       | لم تتأهل                   | لم تتأهل |
| بايج ليونهارت                                     | 100 متر حرة S10               | 1:07.24          | 16       | لم تتأهل                   | لم تتأهل |
| بايج ليونهارت                                     | 100 متر صدر SB9               | 1:21.67          | 6 تأهل   | 1:20.44                    | 6        |
| بايج ليونهارت                                     | 100 متر ظهر S10               | 1:16.11          | 14       | لم تتأهل                   | لم تتأهل |
| بايج ليونهارت                                     | 100 متر فراشة S10             | 1:11.42          | 6 تأهل   | 1:10.55                    | 6        |
| بايج ليونهارت                                     | 200 متر ميدلي فردي SM10       | 2:39.57          | 9        | لم تتأهل                   | لم تتأهل |
| آشلي ماكونيل                                      | 50 متر حرة S9                 | 29.61            | 5 تأهل   | 29.63                      | 7        |
| آشلي ماكونيل                                      | 100 متر حرة S9                | 1:04.78          | 6 تأهل   | 1:05.19                    | 6        |
| آشلي ماكونيل                                      | 400 متر حرة S9                | 5:16.28          | 15       | لم تتأهل                   | لم تتأهل |
| مونيك ميرفي                                       | 50 متر حرة S10                | 29.81            | 12       | لم تتأهل                   | لم تتأهل |
| مونيك ميرفي                                       | 100 متر حرة S10               | 1:04.16          | 10       | لم تتأهل                   | لم تتأهل |
| مونيك ميرفي                                       | 400 متر حرة S10               | 4:46.58          | 5 تأهل   | 4:35.09                    | الثاني   |
| مونيك ميرفي                                       | 100 متر ظهر S10               | 1:13.62          | 11       | لم تتأهل                   | لم تتأهل |
| ليكشا باترسون                                     | 50 متر حرة S8                 | 30.97            | 4 تأهل   | 30.13                      | الثاني   |
| ليكشا باترسون                                     | 100 متر حرة S8                | 1:07.45          | 2 تأهل   | 1:05.08                    | الثاني   |
| ليكشا باترسون                                     | 400 متر حرة S8                | 4:57.37          | 2 تأهل   | 4:40.33 رقم شخصي رقم عالمي | الأول    |
| ليكشا باترسون                                     | 100 متر ظهر S8                | 1:20.32          | 5 تأهل   | 1:18.27                    | 4        |
| ليكشا باترسون                                     | 100 متر فراشة S8              | 1:19.96          | 8 تأهل   | 1:18.99                    | 8        |
| ليكشا باترسون                                     | 200 متر ميدلي فردي SM8        | 2:50.16          | 3 تأهل   | 2:45.22                    | الثالث   |
| مادلين سكوت                                       | 100 متر فراشة S9              | 1:10.96          | 7 تأهل   | 1:10.85                    | 7        |
| مادلين سكوت                                       | 100 متر صدر SB9               | 1:19.51          | 3 تأهل   | 1:17.93                    | 4        |
| مادلين سكوت                                       | 200 متر ميدلي فردي SM9        | 2:38.04          | 4 تأهل   | 2:37.65                    | 6        |
| تيفاني توماس كين                                  | 50 متر حرة S6                 | 35.27            | 4 تأهل   | 34.41                      | الثالث   |
| تيفاني توماس كين                                  | 100 متر حرة S6                | 1:17.75          | 5 تأهل   | 1:17.56                    | 6        |
| تيفاني توماس كين                                  | 100 متر صدر SB6               | 1:35.43 رقم شخصي | 1 تأهل   | 1:35.39                    | الأول    |
| تيفاني توماس كين                                  | 100 متر ظهر S6                | 1:31.58          | 4 تأهل   | مُسحب بسبب مخالفة           | -        |
| تيفاني توماس كين                                  | 50 متر فراشة S6               | 37.81            | 3 تأهل   | 36.81                      | الثالث   |
| تيفاني توماس كين                                  | 200 متر ميدلي فردي SM6        | 3:10.48          | 4 تأهل   | 3:09.78                    | الثالث   |
| راشيل واتسون                                      | 50 متر حرة S4                 | 40.69            | 2 تأهل   | 40.13 رقم شخصي             | الأول    |
| راشيل واتسون                                      | 50 متر صدر SB3                | 1:08.19          | 7        | لم تتأهل                   | لم تتأهل |
| راشيل واتسون                                      | 150 متر ميدلي فردي SM4        | 3:38.66          | 12       | لم تتأهل                   | لم تتأهل |
| برو وات                                           | 50 متر حرة S13                | 28.95            | 10       | لم تتأهل                   | لم تتأهل |
| برو وات                                           | 100 متر حرة S13               | 1:04.29          | 13       | لم تتأهل                   | لم تتأهل |
| برو وات                                           | 100 متر فراشة S13             | 1:09.80          | 1:09.80  | لم تتأهل                   | لم تتأهل |
| برو وات                                           | 100 متر صدر SB13              | 1:20.44          | 5 تأهل   | 1:18.16                    | 6        |
| برو وات                                           | 200 متر ميدلي فردي SM13       | 2:40.48          | 8 تأهل   | 2:39.06                    | 8        |
| كيت ويلسون (سباحة)                                | 50 متر حرة S6                 | 39.81            | 18       | لم تتأهل                   | لم تتأهل |
| كيت ويلسون (سباحة)                                | 100 متر حرة S6                | 1:27.02          | 14       | لم تتأهل                   | لم تتأهل |
| كيت ويلسون (سباحة)                                | 100 متر صدر SB6               | 1:49.21          | 8 تأهل   | 1:46.87                    | 8        |
| كيت ويلسون (سباحة)                                | 200 متر ميدلي فردي SM6        | 3:29.20          | 12       | لم تتأهل                   | لم تتأهل |
| إيلي كول ماديسون إليوت ليكشا باترسون آشلي ماكونيل | 4x100 متر تتابع حرة 34 نقطة   |                  |          | 4:16.65 رقم عالمي          | الأول    |
| إيلي كول مادلين سكوت ماديسون إليوت ليكشا باترسون  | 4x100 متر تتابع متنوع 34 نقطة |                  |          | 4:45.85                    | الثاني   |

### الأحداث المختلطة
| اللاعب                                               | الحدث                              | التصفيات | التصفيات | النهائي | النهائي |
| اللاعب                                               | الحدث                              | الزمن    | الترتيب  | الزمن   | الترتيب |
| ---------------------------------------------------- | ---------------------------------- | -------- | -------- | ------- | ------- |
| راشيل واتسون تيفاني توماس كين أحمد كيلي ماثيو هانابل | تتابع 4 × 50 متر حرة مختلط 20 نقطة | 2:46.43  | 7 تأهل   | 2:39.92 | 7       |

المفاتيح: Q = تأهل للنهائي؛ OC = رقم قياسي في أوقيانوسيا؛ PR = رقم قياسي في الألعاب البارالمبية؛ WR = الرقم القياسي العالمي

## كرة الطاولة
تم اختيار خمسة رياضيين لتمثيل أستراليا. مثلت دانييلا دي تورو أستراليا سابقًا في رياضة كرة مضرب الكراسي المتحركة، وكانت ميليسا تابر على وشك أن تصبح أول أسترالية تتنافس في كل من الألعاب البارالمبية الصيفية والألعاب الأولمبية الصيفية في العام نفسه.
| الرجال                                 | السيدات                                           |
| -------------------------------------- | ------------------------------------------------- |
| باراك مزراحي (ظ)، صموئيل فون أينيم (ظ) | دانييلا دي تورو، ميليسا تابر، أندريا ماكدونيل (ظ) |

فاز صامويل فون إينيم ‏ بالميدالية الفضية ليحقق أول ميدالية لأستراليا منذ فوز تيري بيجز ‏ بالميدالية الذهبية في عام 1984.
(ظ) = أول ظهور في الألعاب البارالمبية
بطولة الرجال
| اللاعب          | الحدث                | التصفيات                                        | التصفيات                                             | التصفيات                                                | ربع النهائي                                                              | نصف النهائي                                                         | مباراة الميدالية الذهبية                                            |          |
| اللاعب          | الحدث                | المنافس النتيجة                                 | المنافس النتيجة                                      | المنافس النتيجة                                         | المنافس النتيجة                                                          | المنافس النتيجة                                                     | المنافس النتيجة                                                     | الترتيب  |
| --------------- | -------------------- | ----------------------------------------------- | ---------------------------------------------------- | ------------------------------------------------------- | ------------------------------------------------------------------------ | ------------------------------------------------------------------- | ------------------------------------------------------------------- | -------- |
| باراك ميزراشي   | فردي رجال – الفئة 8  | تشاوكون يي (الصين) · خسر 0-3 (2-11، 2-11، 4-11) | بيوتر جرودزين (بولندا) · خسر 0-3 (10-12، 5-11، 6-11) | لم يتأهل                                                | لم يتأهل                                                                 | لم يتأهل                                                            | لم يتأهل                                                            | لم يتأهل |
| صموئيل فون أينم | فردي رجال – الفئة 11 | —                                               | —                                                    | لوكاس كرينج (فرنسا) · فاز 3-1 (14-12، 6-11، 11-7، 11-9) | سون بيونغ جون (كوريا الجنوبية) · فاز 3-2 (12-14، 1-11، 11-2، 11-9، 11-9) | كيم جي-تي (كوريا الجنوبية) · فاز 3-2 (8-11، 11-8، 11-6، 7-11، 11-8) | فلوريان فان آكر (بلجيكا) · خسر 2-3 (8-11، 18-16، 13-11، 5-11، 8-11) | الثاني   |

بطولة السيدات
| اللاعبة                    | الحدث                   | التصفيات                                                      | التصفيات                                                     | التصفيات                                                         | ربع النهائي                                              | نصف النهائي                                            | مباراة الميدالية البرونزية                                         |          |
| اللاعبة                    | الحدث                   | المنافس النتيجة                                               | المنافس النتيجة                                              | المنافس النتيجة                                                  | المنافس النتيجة                                          | المنافس النتيجة                                        | المنافس النتيجة                                                    | الترتيب  |
| -------------------------- | ----------------------- | ------------------------------------------------------------- | ------------------------------------------------------------ | ---------------------------------------------------------------- | -------------------------------------------------------- | ------------------------------------------------------ | ------------------------------------------------------------------ | -------- |
| دانييلا دي تورو            | فردي سيدات – الفئة 4    | نادية ماتيك (صربيا) · خسرت 0-3 (2-11، 5-11، 5-11)             | ساندرا ميكولاشيك (ألمانيا) · خسرت 0-3 (2-11، 3-11، 3-11)     | لم تتأهل                                                         | لم تتأهل                                                 | لم تتأهل                                               | لم تتأهل                                                           | لم تتأهل |
| أندريا مكدونيل             | فردي سيدات – الفئة 10   | برونا كوستا ألكسندري (البرازيل) · خسرت 0-3 (3-11، 5-11، 2-11) | لوسيتش ميرجانا (كرواتيا) · خسرت 1-3 (8-11، 3-11، 11-4، 7-11) | يانغ تشيان (الصين) · خسرت 1-3 (7-11، 3-11، 2-11)                 | لم تتأهل                                                 | لم تتأهل                                               | لم تتأهل                                                           | لم تتأهل |
| ميليسا تابّر                | فردي سيدات – الفئة 10   | أمران إرتيس (تركيا) · فازت 3-1 (11-2، 11-4، 10-12، 11-9)      | ناتاليا بارتكا (بولندا) · خسرت 0-3 (6-11، 3-11، 4-11)        | صوفي والوي (الدنمارك) · خسرت 2-3 (11-5، 11-5، 8-11، 10-12، 8-11) | لم تتأهل                                                 | لم تتأهل                                               | لم تتأهل                                                           | لم تتأهل |
| أندريا مكدونيل ميليسا تابّر | فريق سيدات – الفئة 6-10 | —                                                             | —                                                            | —                                                                | كوبرا كوركوت · أمران إرتيس (تركيا) · فازت 2-0 (3-2، 3-1) | يانغ تشيان · قويان شيونغ (الصين) · خسرت 0-2 (1-3، 0-3) | برونا كوستا ألكسندري · دانييل راوين (البرازيل) خسرت 0-2 (2-3، 0-3) | 4        |

## كرة السلة على الكراسي المتحركة

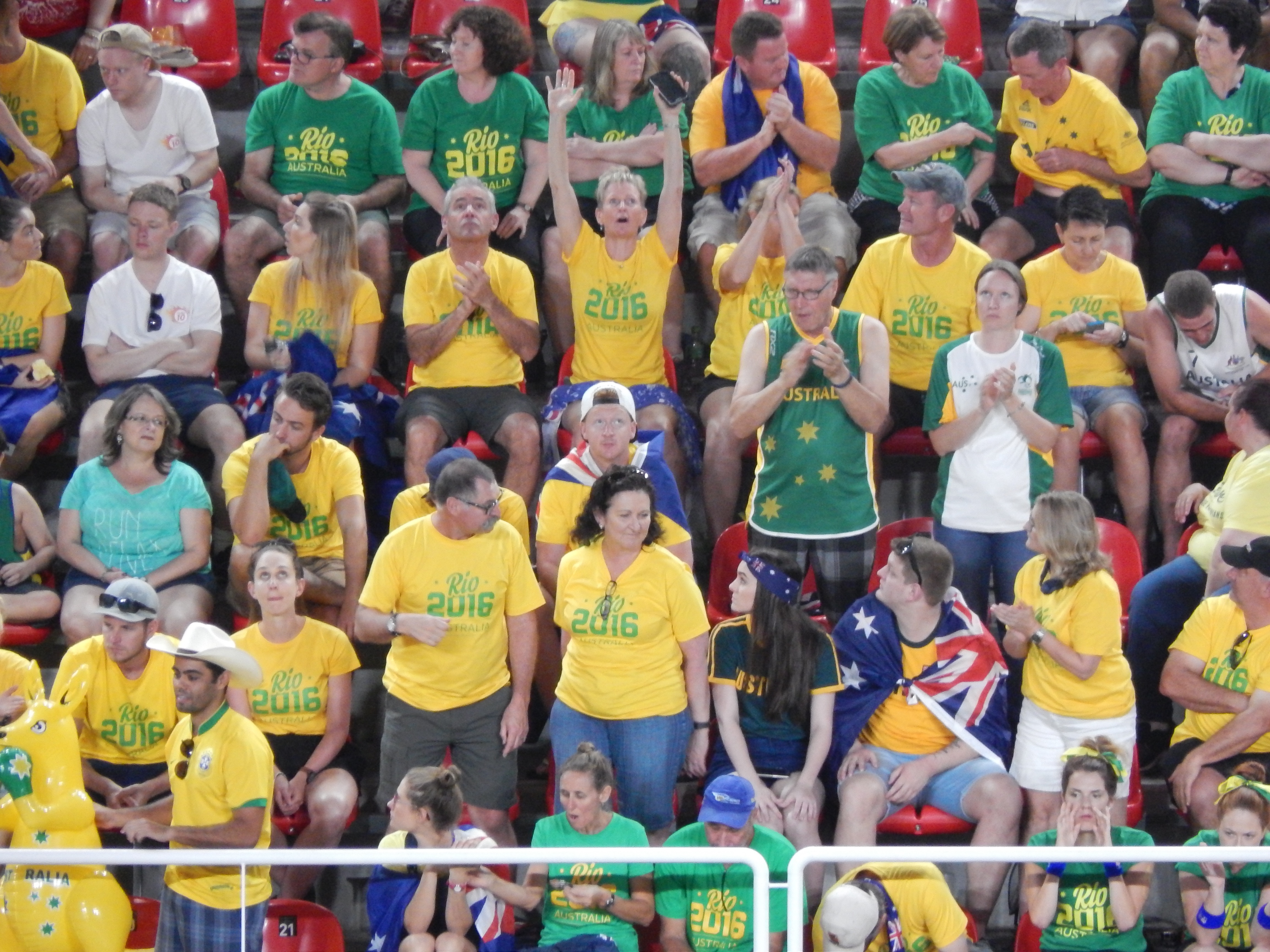
يشاهد المشجعون الأستراليون كرة السلة على الكراسي المتحركة في دورة الألعاب البارالمبية ريو 2016

### بطولة الرجال
تأهل فريق رولرز بالفوز ببطولة تصفيات آسيا وأوقيانوسيا لعام 2015. في 19 يوليو 2016، أعلنت اللجنة البارالمبية الآسيوية عن فريق مكون من اثني عشر لاعبًا، خمسة منهم يشاركون لأول مرة في الألعاب البارالمبية. خلال القرعة، كان لدى البرازيل خيار المجموعة التي تريد أن تكون فيها. لقد تم وضعهم في شراكة مع إسبانيا، التي ستكون في المجموعة التي لم تختارها البرازيل. اختارت البرازيل المجموعة ب، والتي ضمت إيران والولايات المتحدة وبريطانيا العظمى وألمانيا والجزائر. ترك ذلك إسبانيا في المجموعة أ مع أستراليا وكندا وتركيا وهولندا واليابان.
قائمة الفريق
جوش أليسون (ظ)، جانيك بلير، آدم دينز (ظ)، تريستان نولز، بيل لاثام، ماثيو ماكشين (ظ)، براد نيس، شون نوريس، توم أونيل ثورن (ظ)، شون راسل (ظ)، تايج سيمونز، بريت ستيبنر

(ظ) أول ظهور للألعاب البارالمبية
بطولة السيدات
لم يتأهل المنتخب الوطني بعد حصوله على المركز الثاني خلف الصين في تصفيات آسيا وأوقيانوسيا 2015.

## الرجبي على الكراسي المتحركة
فازت أستراليا ببطولة العالم للرجبي على الكراسي المتحركة لعام 2014، وبالتالي تأهلت تلقائيًا للدفاع عن لقب البارالمبي الذي فازت به في لندن. في 25 يوليو 2016، أعلنت اللجنة البارالمبية الأسترالية عن فريق مكون من 12 لاعبًا. دخلت أستراليا البطولة وهي في المرتبة الثانية عالميًا.
| الرجال |
| --- |
| رايلي بات، كريس بوند، كاميرون كار، أندرو إدموندسون (ظ)، نازيم إرديم، بن فوسيت (ظ)، أندرو هاريسون، جوش هوز، جيسون ليز، مات لويس (ظ)، ريان سكوت، جايدن وارن (ظ) |

(ظ) أول ظهور في الألعاب البارالمبية

## كرة مضرب الكراسي المتحركة
تم اختيار فريق من أربعة رياضيين في 28 يوليو 2016. انضمت سارة كالاتي ‏ إلى الفريق نتيجةً لاختيار روسيا. كان بن ويكس يتنافس في دورته الرابعة، وكان ديلان ألكوت، ‏ الحائز على الميدالية الذهبية في كرة السلة على الكراسي المتحركة، يتنافس في تنس الكراسي المتحركة لأول مرة. أُدرجت سارة كالاتي ‏ متأخرًا بسبب حظر الفريق الروسي.
| الرجال                                              | السيدات         |
| --------------------------------------------------- | --------------- |
| ديلان ألكوت، هيث ديفيدسون (ظ)، بن ويكس، آدم كيلرمان | سارة كالاتي (ظ) |

بطولة الرجال
| الرياضي (التصنيف)           | الحدث           | الجولة 64                                   | الجولة 32                                   | الجولة 16                                                              | ربع النهائي                                                        | نصف النهائي                                                         | النهائي / BM                                                                | النهائي / BM |          |
| الرياضي (التصنيف)           | الحدث           | المنافس النتيجة                             | المنافس النتيجة                             | المنافس النتيجة                                                        | المنافس النتيجة                                                    | المنافس النتيجة                                                     | المنافس النتيجة                                                             | الترتيب      |          |
| --------------------------- | --------------- | ------------------------------------------- | ------------------------------------------- | ---------------------------------------------------------------------- | ------------------------------------------------------------------ | ------------------------------------------------------------------- | --------------------------------------------------------------------------- | ------------ | -------- |
| ديلان ألكوت                 | فردي رجال       | غير متوفر                                   | غير متوفر                                   | شارغا وينبرغ (إسرائيل) · فاز 2-0 (6-0، 6-0)                            | نيك تايلور (تنس) (الولايات المتحدة) · فاز 2-0 (6-2، 6-0)           | لوكاس سيثول (تنس) (جنوب إفريقيا) · فاز 2-0 (6-0، 6-3)               | آندي لابتورن (بريطانيا العظمى) · فاز 2-0 (6-3، 6-4)                         | الأول        |          |
| جوستين ديفيدسون             | فردي رجال       | غير متوفر                                   | غير متوفر                                   | برايان بارتن (الولايات المتحدة) · فاز 2-1 (2-6، 7-5، 6-1)              | آندي لابتورن (بريطانيا العظمى) · خسر 0-2 (1-6، 2-6)                | لم يتأهل                                                            | لم يتأهل                                                                    | لم يتأهل     |          |
| آدم كيلرمان                 | فردي رجال       | إعفاء                                       | ساتوشي سايدا (اليابان) · فاز 2-0 (7-5، 6-1) | غوستافو فرنانديز (الأرجنتين) · خسر 0-2 (1-6، 2-6)                      | لم يتأهل                                                           | لم يتأهل                                                            | لم يتأهل                                                                    | لم يتأهل     |          |
| بن ويكيس                    | فردي رجال       | فرانسيسك تور (إسبانيا) · فاز 2-0 (7-5، 6-3) | ستيفان أولسون (السويد) · خسر 0-2 (0-6، 3-6) | لم يتأهل                                                               | لم يتأهل                                                           | لم يتأهل                                                            | لم يتأهل                                                                    | لم يتأهل     |          |
| آدم كيلرمان بن ويكيس        | زوجي رجال       |                                             |                                             | كاميل فابيسياك · تاديوسز كروشيلنيكي (بولندا) · خسر 1-2 (5-7، 6-3، 3-6) | لم يتأهل                                                           | لم يتأهل                                                            | لم يتأهل                                                                    | لم يتأهل     | لم يتأهل |
| ديلان ألكوت جوستين ديفيدسون | زوجي رباعي رجال |                                             |                                             |                                                                        | شوتا تاكاوانو · ميتسوتيرو مورو إيشي (اليابان) · فاز 2-0 (6-1، 6-4) | جيمي بيرديكين · آندي لابتورن (بريطانيا العظمى) · فاز 2-0 (6-1، 6-2) | نيك تايلور (تنس) · ديفيد واغنر (الولايات المتحدة) · فاز 2-1 (4-6، 6-4، 7-5) | الأول        |          |

بطولة السيدات
| الرياضية (التصنيف) | الحدث      | الجولة 64                               | الجولة 32       | الجولة 16       | ربع النهائي     | نصف النهائي     | النهائي / BM    | النهائي / BM |
| الرياضية (التصنيف) | الحدث      | المنافس النتيجة                         | المنافس النتيجة | المنافس النتيجة | المنافس النتيجة | المنافس النتيجة | المنافس النتيجة | الترتيب      |
| ------------------ | ---------- | --------------------------------------- | --------------- | --------------- | --------------- | --------------- | --------------- | ------------ |
| سارة كالاتي        | فردي سيدات | تشو زن زن (الصين) · خسرت 0-2 (0-6، 1-6) | لم تتأهل        | لم تتأهل        | لم تتأهل        | لم تتأهل        | لم تتأهل        | لم تتأهل     |

(ظ) أول ظهور في الألعاب البارالمبية

## الإدارة والدعم
المدير التنفيذي للفريق - كيت ماكلولين (رئيسة البعثة)، بول بيرد ‏ (نائب رئيس البعثة)، فيل بورجود (رئيس الأداء)، كريس نون (رئيس العمليات) فريق الوسائط - تيم مانيون (رئيس الوسائط والبث)، ساشا راينر (منسق رقمي ومسؤول الاتصال بالوسائط - كرة الطاولة، البوتشيا)، مارجي ماكدونالد (مسؤول الاتصال بالوسائط - ألعاب القوى، الرماية)، جيني شير (مسؤول الاتصال بالوسائط - ركوب الدراجات)، أماندا شلالا (مسؤول الاتصال بالوسائط - التجديف، الزوارق)، ألكسندرا فاكتور (مسؤول الاتصال بالوسائط - الفروسية، الرماية)، نيل كروس (مسؤول الاتصال بالبث)، أليس ويلر (مسؤول الاتصال بالبث)، بريت فراولي (مصور فيديو)، سيمون كريستي (مصور فيديو)، جيف كرو (كبير المصورين)، جاكلين شارترز (مديرة الوسائط في مكتب سيدني)

## البث
اشترت اللجنة البارالمبية الأسترالية حقوق بث دورتي الألعاب الشتوية والصيفية في سوتشي بأقل من 400 ألف دولار أمريكي. ثم باعت الحقوق لشبكة سفين. في السابق، كانت هيئة الإذاعة الأسترالية تبث الألعاب. بثت سفين الألعاب على قناة سفين تو، بالإضافة إلى القنوات الرقمية، بما في ذلك تطبيق سفين لايف. كانت ساعات البث أكثر بنسبة 20% من ساعات بث دورة الألعاب البارالمبية في لندن. تضمنت إحصائيات البث ما يلي:
- وصلت الألعاب إلى 4.4 مليون مشاهد تلفزيوني خلال فترة البث[42]
- بلغ متوسط عدد الجمهور في الجلسة الأولى 225،000 مع ذروة بلغت 467،000 في عرض اليوم السابع[42]
- 251،000 بث مباشر عبر الإنترنت[42]

كان المعلنون والرعاة الرئيسيون هم: أوبتوس وسامسونج وفيزا وسويس وسوبر ماركت وولوورث وتويوتا.

## وصلات خارجية
- بوابة اللجنة البارالمبية الأسترالية لأولمبياد ريو 2016
- دليل وسائل الإعلام للجنة البارالمبية الأسترالية لدورة الألعاب البارالمبية ريو 2016